# Art urbain
Ne doit pas être confondu avec Art public.

Banksy : Well Hung Lover, peinture murale, Park Street (Bristol, Royaume-Uni) en 2006.

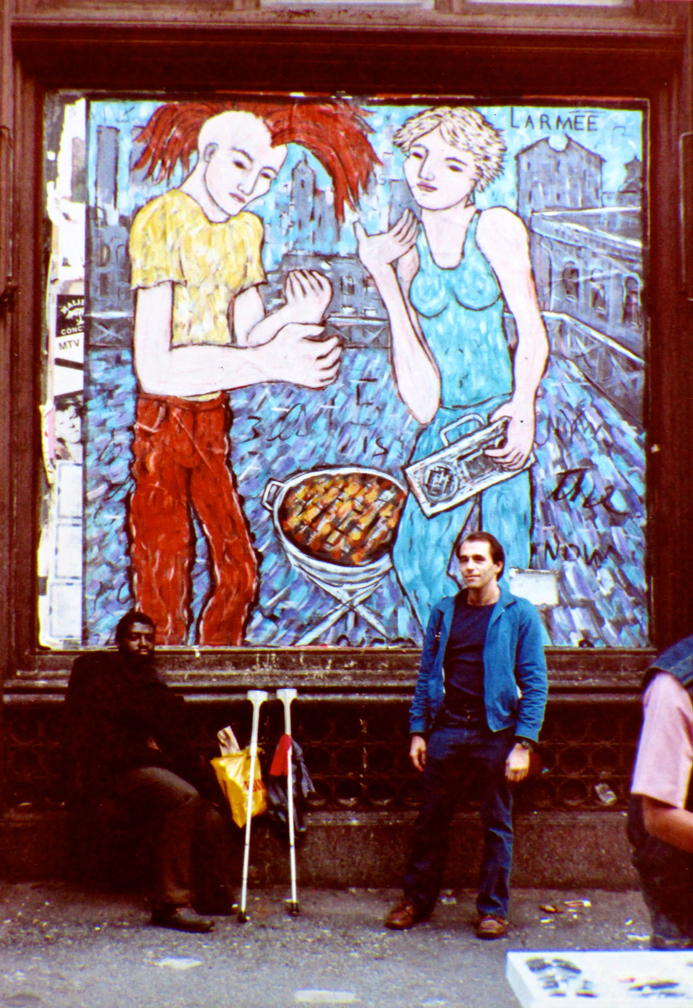
Kevin Larmee devant sa peinture murale, à New York, en 1985.

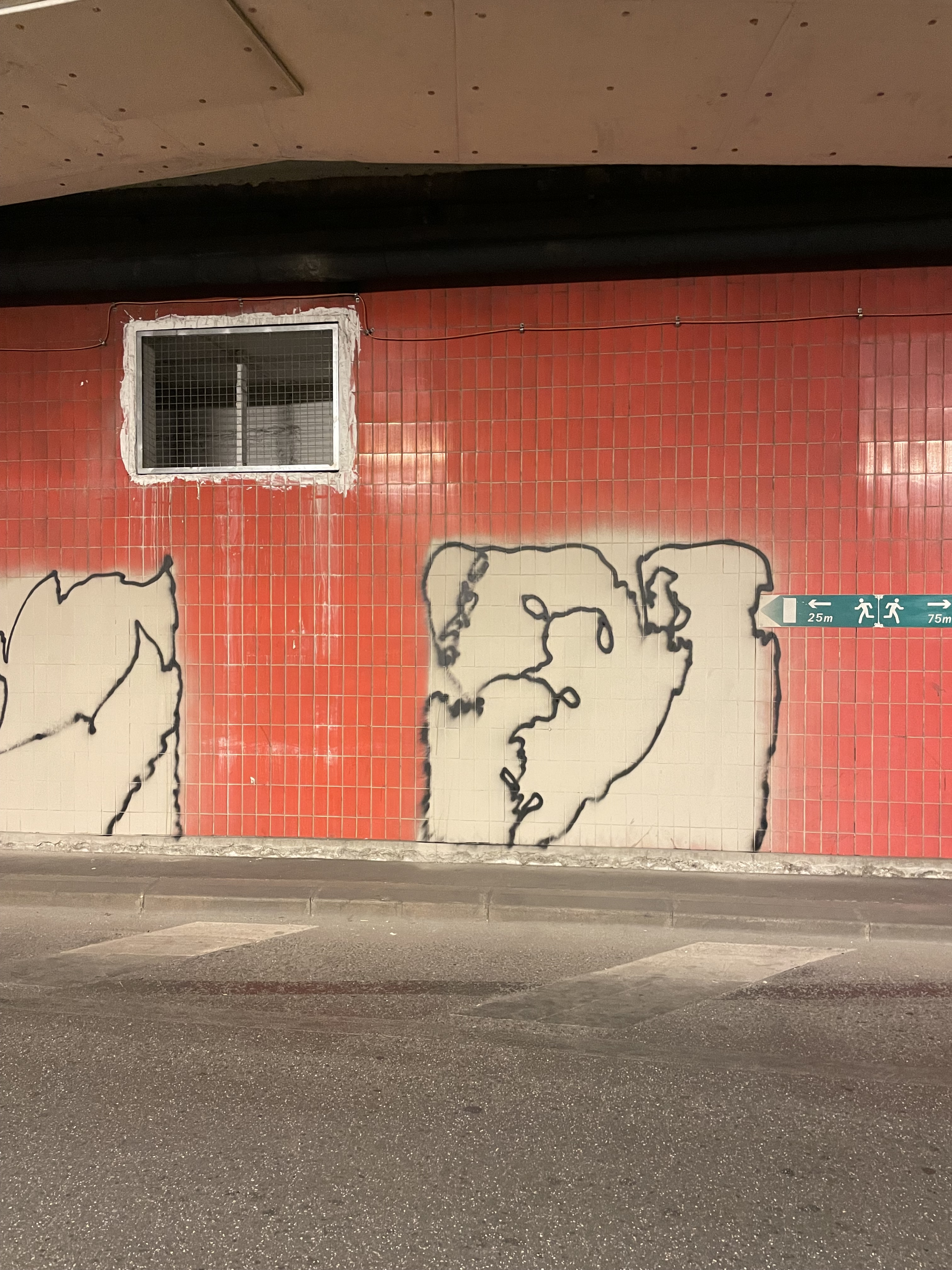
Antibuff de OPUR à Paris en 2022.

L'art urbain, ou street art, est, à la fois, un mouvement artistique et un mode d'expression artistique, qui s'affirme ou se revendique ainsi à partir de la fin du XXe siècle. « Aux origines illégales, subversives et éphémères, il s’agit en général d’œuvres ou productions plastiques prenant en compte le contexte de création de manière à le questionner, l'explorer, le marquer, le dégrader, le détourner ou le sublimer. »
Il regroupe toutes les formes d'art réalisées dans l'espace public, et englobe diverses techniques telles que le graffiti, la peinture murale, le trompe-l'œil, le pochoir, la mosaïque, le sticker, l'affichage et le collage, la réclame ou les installations comme le tricot urbain. Certaines formes de performances peuvent même être incluses dans le concept d'art urbain.
C'est un art éphémère vu par un large public. Il ne doit pas être confondu avec l'art dans la ville, dans l'espace urbain ou public (en anglais public art), et tous les projets initiés par des institutions publiques, comme le Federal Art Project américain des années 1930 ou les expériences menées en France à partir des années 1960 et 1970.
Les termes employés pour désigner les pratiques de l'art urbain sont plurielles et sujets à débats. À titre d'exemple, les termes « pressionnisme » ou « post-graffiti » pourraient constituer le courant du graffiti et des actes réalisés à la bombe de peinture sur des toiles.

## Histoire
L'art urbain a une petite histoire multiple et relativement complexe. Cela s'explique d'abord par le sens longtemps figé que l'on donnait à des mots comme « art, beaux-arts, expression artistique », termes alors dévolus à des canons, des dogmes, des dispositifs réglementés ou contingentés. Ensuite, chemin faisant, et qu'une forme de reconnaissance et de récupération émergeait, on a assisté à une non différenciation des pratiques composant les arts urbains, qui ont été regroupées, selon C215, « sous le terme fourre-tout de street art » (2015).
La pratique du graffiti est nécessairement ancienne, s'inscrivant parfois dans la lignée de l'art pariétal, comme le rappelle, non sans malice, Magda Danysz (2015), qui dit que « de la grotte de Lascaux aux hiéroglyphes, le graffiti existe depuis toujours ». Prenant du recul, elle fait cependant le constat historiographique suivant : « En 1942, un ouvrier américain nommé Kilroy, qui travaillait dans une usine de bombes basée à Détroit (Michigan), écrit « Kilroy was here » (« Kilroy est passé par là ») sur les pièces détachées qui déroulent le long de sa chaîne de production. Assemblées, les bombes étaient ensuite larguées avec ce slogan ironique et vengeur, et Kilroy s’est vite taillé une belle réputation de patriote chez les soldats, qui en réponse écrivaient « Kilroy was here » sur les murs qu’ils croisaient ».
L'appropriation par le street art d'un lieu public « est né à la conjonction de mouvements esthétiques et d’un contexte socioculturel et économique propre au New York des années 1970. Cependant, les premiers tags, signés Cornbread (en) et Cool Earl, apparaissent à Philadelphie à la fin des années 1960. Le cas de Cornbread est particulier : ce jeune-homme s'amusait à signer de son nom des messages amoureux ciblant une seule personne un peu partout dans la ville.

« C'est aussi à cette époque que dans plusieurs pays des deux côtés de l'Atlantique, du fait de la disponibilité de peintures « émaillées » vendues sous la forme d'aérosols (originellement destinées à la peinture d'automobiles), une partie des graffiti a gagné une vocation esthétique. C'est ainsi qu'en 1969 on voit les véritables débuts du graffiti à New York, avec Taki 183, Frank 207, Phase 2, Barbara 62 et Eva 62, Stay High 149, Joe 136, Julio 204 et des dizaines d'autres. Ainsi, « l'art s'est déplacé de l'objet spécialisé en galerie vers l'environnement urbain réel ». »

L'art urbain en tant qu'initiative individuelle commence à s'épanouir en France à partir de Mai 1968. Cependant, en 1971, l'artiste Gérard Zlotykamien dessinait, à la bombe de peinture, des silhouettes fantomatiques dans l'immense chantier dit du « trou des Halles » à Paris. Après être intervenu sur le plateau d'Albion à coup de pochoirs, action totalement illégale, Ernest Pignon-Ernest exécute une fresque sur les murs de la Bourse du commerce, également située aux Halles. Ces deux artistes n'ont reçu aucune commande, leurs actions étaient spontanées et rebelles.
L'art urbain, dû à sa marginalité (caractérisée par le choix du support en pleine rue et l'aspect éphémère de l’œuvre), s'oppose assez naturellement au marché de l'art puisque ne pouvant s’acquérir. Cependant, au début du XXIe siècle, la tendance est plutôt à l'institutionnalisation du street art qui a sa place dans les galeries, les musées, les salles de ventes ou sur des façades monumentales. En France, la Fédération de l'Art Urbain a ainsi été créée en octobre 2018 avec le soutien du ministère de la Culture. Parallèlement, ce même ministère a commandé une étude nationale sur l'art urbain. La part de l'art urbain dans le marché de l'art contemporain, en volume, augmente sensiblement, et certains de ces artistes vivants, dépassent, en termes de ventes, des artistes décédés.

## Influence
Dans l'art urbain, le street art puise ses origines dans des disciplines graphiques aussi variées que la bande dessinée ou l'affiche. Selon Alain Weill, spécialiste de l'affiche, l'essence de l'art urbain contemporain se retrouve tant dans les œuvres des affichistes d'après-guerre comme Raymond Savignac, en France, que dans celles des dessinateurs de la contre-culture américaine tels Robert Crumb ou Vaughn Bodē, tous deux figures de proue du comics underground depuis les années 1960.

## Chronologie

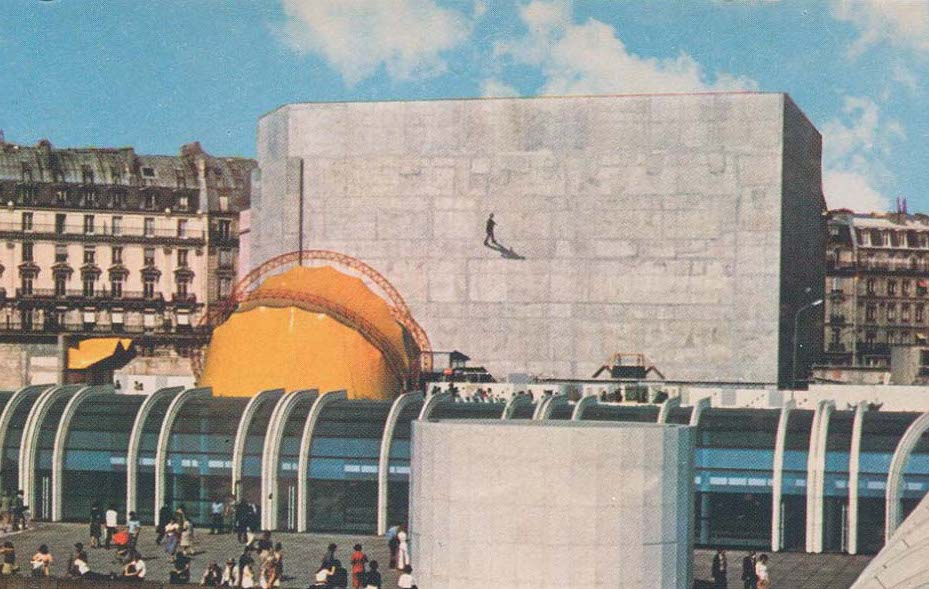
Mur Peint par Fabio Rieti, Paris. Une réalisation Dauphin.

On appelle « art urbain » les peintures murales contemporaines réalisées en extérieur, pour agglomérer aux productions artistiques reconnues par les institutions ou le marché de l'art celles issues de volontés individuelles. Appropriation de l'espace public, l'art urbain a fait l'objet de règlements depuis des temps reculés ; il est ainsi interdit de graver son nom sur les parois d'un monument, les enseignes et le collage d'affiches sont soumis à des autorisations. Au XIXe siècle, l'essor de la publicité entraîne l'emploi d'artistes pour peindre des images de réclames sur les murs aveugles. La publicité murale entraîne le paiement d'une taxe, qui finira, au XXe siècle par en libérer les murs. En France, ce sont les affichages de la famille Dauphin fondés en 1921 par Eugène A. Dauphin, qui popularisent le mur peint. À la libération, son fils Jacques Dauphin placarde les affiches de la Libération dans la capitale française. En 1947, en raison de la conduite d'Eugène Dauphin (alias le « Colonel Duc » dans la Résistance), ce dernier obtient la concession des murs et des terrains en friche de la ville de Paris. De nombreuses réalisations Dauphin sont ainsi créées en collaboration avec des artistes tout au long du XXe siècle.
À partir des années 1970, des artistes peignent sur ces surfaces libres en Europe et en Amérique. Invoquant la volonté de sortir des musées et des lieux privés pour s'adresser à l'homme de la rue, ces artistes cultivent des thèmes et des styles populaires, souvent liées à des revendications sociales. Les autorités le traitent comme graffiti quand il n'est pas autorisé, et pour cette raison, les peintres sont anonymes ou s'abritent sous un pseudonyme. Encore aujourd'hui, des artistes comme entre autres JR s'expriment dans les rues sur par des peintures murales à caractère souvent politique. En 1967, Bill Walker entreprend à Chicago le monumental Wall of Respect qui provoque une flambée de réalisations murales.

### Années 1960–1970

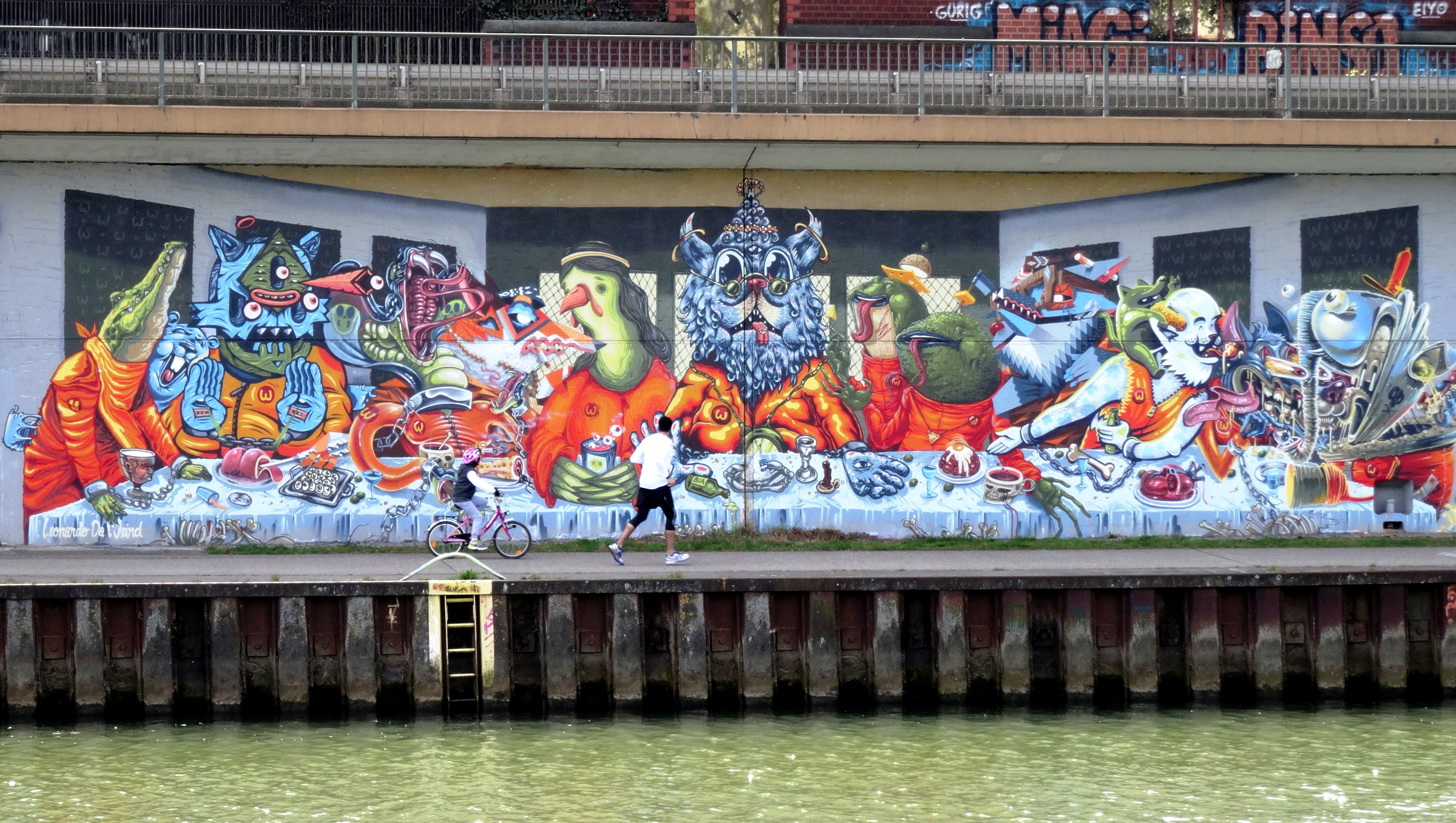
Peinture murale à Sarrebruck inspirée de La Cène de Léonard de Vinci.

En 1962, en dehors de l'espace galeriste, en une performance, Yves Klein jette dans la Seine des feuilles d'or, créant une « zone de sensibilité picturale ». En 1963, Gérard Zlotykamien effectue ses premières peintures éphémères. Puis en 1966, premiers collages d'affiches au pochoir d'Ernest Pignon-Ernest sur le plateau d'Albion, dans le Vaucluse pour dénoncer l’attirail nucléaire enfoui sous les champs. En 1967 et 1968 à Philadelphie et New York, les premiers graffitis à la bombe signés apparaissent. En 1968, des affiches à caractère politique sont produites par le collectif de l'Atelier populaire ex École des Beaux-Arts, dans le cadre de la contestation de mai 68.
En 1971 sort Les Gisants de la Commune de Paris par Ernest Pignon-Ernest. En 1974 : station de métro Hankar à Bruxelles, Notre temps, de Roger Somville. En 1976, Jean-Michel Basquiat et ses amis Al Diaz et Shannon Dawson commencent à graffer à proximité des galeries de Manhattan des messages qu'ils signent sous le pseudonyme de SAMO,. En 1979, Epsylon Point effectue ses premières interventions à la bombe, dans la rue.

### Années 1980

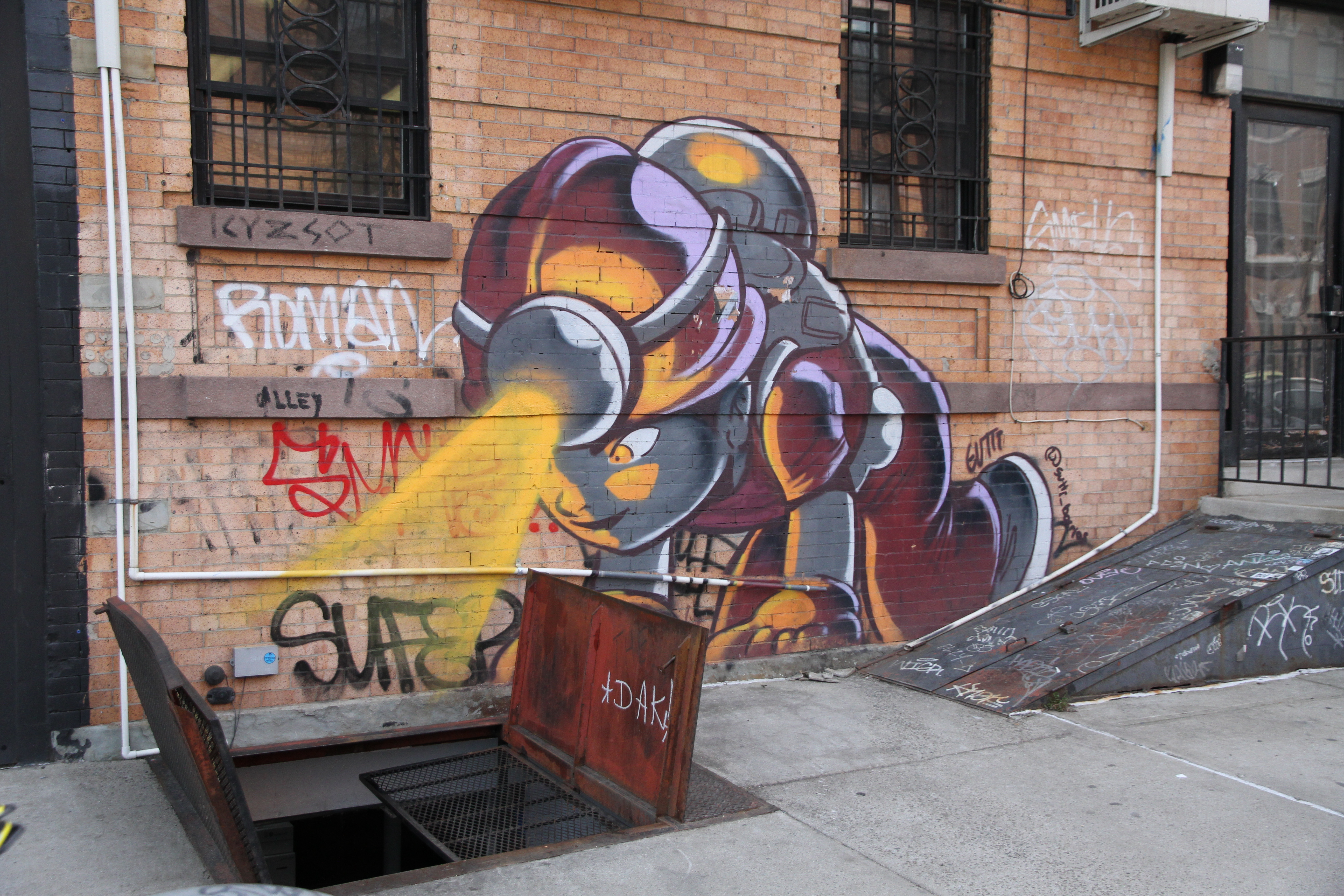
Graffiti dans le quartier de Bushwick à Brooklyn.

Les wagons des métros et les panneaux d'affichage des grandes villes américaines se couvrent de tags, revendiquées par des writers depuis la fin de la décennie précédente, et souvent contresignés, orchestrant une sorte de bataille de territoires. Cette époque est aussi celle des premières galeries d'art qui tentent d'exposer en leurs murs ces modes d'expressions, et du renforcement d'un appareil législatif et répressif.
En 1980, Harald Naegeli est condamné à neuf mois de prison par le tribunal de Zürich après plusieurs années de productions anonymes poétiques et ludiques dans l'espace public. La même année, Keith Haring effectue ses premiers subway drawings dans le métro de New York, sur les panneaux publicitaires vacants plutôt que sur le matériel roulant comme le faisaient déjà les writers. Toujours en 1980, début du tournage de New York Beat Movie avec Jean-Michel Basquiat et Edo Bertoglio ; le film ne sort qu'en 2000 sous le titre Downtown 81.
En 1981 en France, Rafael Gray et Richard Hambleton effectuent leurs premières interventions. Fin 1981, c'est au tour de Blek le rat et d'Epsylon Point avec ses premiers pochoirs en couleur.
En 1982, rencontre de Jean Gabaret et Michel Espagnon dans les catacombes de Paris : fresques signées « Vive La Peinture », préfiguration du groupe VLP. La même année, Jef Aérosol peint son premier pochoir à Tours (France), et le groupe Banlieue-Banlieue se forme avec des premières interventions dans la rue. En juin 1982, Daniel Baugeste effecte sa première intervention. En 1983, Bando introduit le graffiti hip-hop à Paris. Entre 1982 et 1983 se créent les Paris City Painters qui deviendront la Force Alphabétique par Spirit, Asphalt RIP et Blitz. En 1983 Speedy Graphito / X Moulinex fait ses premières peintures de. En janvier 1983, Jérôme Mesnager effectue ses premières « traces-empreintes » et le film américain Wild Style de Charlie Ahearn sort en mars 1983 en France. En septembre 1983, Costa effectue sa première intervention dans le métro. Aux États-Unis, la chaine PBS diffuse Style Wars documentaire de Tony Silver (en) et Henry Chalfant.
En mai 1984, les Frères Ripoulin (Jean Faucheur, Claude Closky, Pierre Huyghe, Nina Childress, Trois Carrés, OX, Manhu, Bla-Bla-Bla) collent leurs premières peintures sur papier. En été 1984 s'ouvre à Aubervilliers, le 1er festival de hip-hop en France.
En 1985, premiers pochoirs et affichages d´originaux des Nuklé-Art, Kim Prisu, Kriki, Etherno. La même année, le terrain vague de Stalingrad (Paris) est investi entre autres par Ash. Aussi, s'effectue le 1er rassemblement du mouvement graffiti et d'art urbain, à Bondy, à l'initiative des VLP, avec Speedy Graphito, Miss Tic, SP 38, Epsylon Point, Rafael Gray, Blek le rat, Futura 2000, Nuklé-Art, Jef Aérosol, et Banlieue-Banlieue. Entretemps, l'affiche de La Ruée vers l'art, sous l'initiative de Jack Lang, est signée Speedy Graphito.
En mars 1985, Miss.Tic effectue sa première intervention.
En 1986 sortent les premiers livres consacrés au pochoir de rue : Vite Fait / Bien Fait, âux éditions Alternatives (couverture de Jef Aérosol) et Pochoir à la une d´après une idée originale du groupe Nuklé-Art et de la librairie Parallèle (Paris). 1re exposition consacrée au pochoir, galerie du Jour / Agnès b., à Paris. En 1987, Qu'est ce qu'un intellectuel, à Louvain-la-Neuve, Roger Somville. Premiers parcours de Morèje, à Paris. Collages d'Ernest Pignon-Ernest à Naples. Campagne « Miss.Tic présidente » (pochoirs). En 1989, André invente son Monsieur A.

### Années 1990

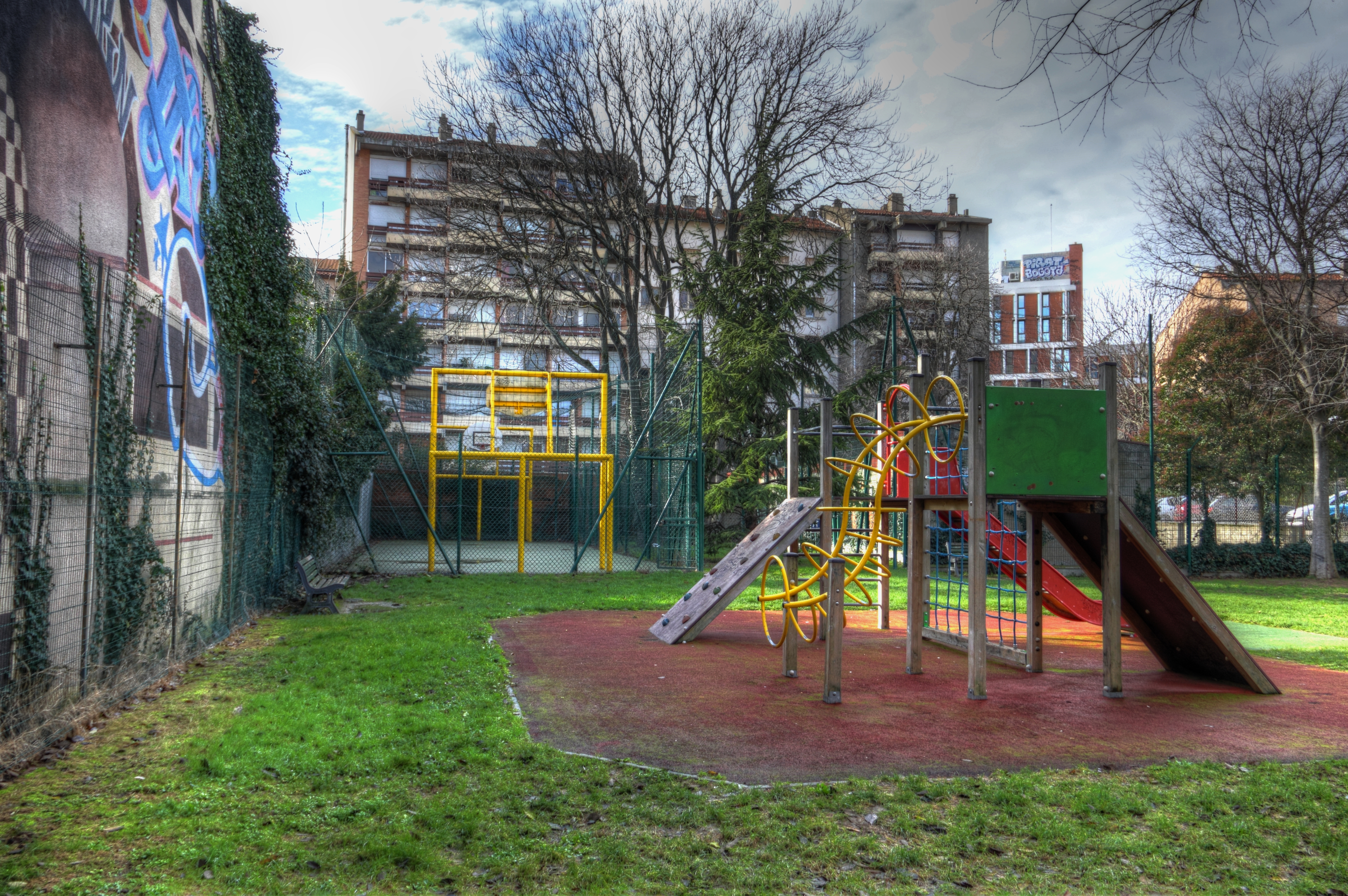
Fresque dans le jardin d'Embarthe à Toulouse.

Durant cette période, le devant de la scène est principalement occupé par le graffiti hip-hop. La propagation internationale se fait par la télévision ; Jérôme Mesnager rend compte de ses voyages en Afrique à Thierry Ardisson dans l'émission Lunettes noires pour nuits blanches en 1990.
En 1990, East Side Gallery, Mur de Berlin — la première peinture est de Christine Mac Lean en décembre 1989 ; suivie par Jürgen Grosse (Indiano), Kasra Alavi, Kani Alavi, Jim Avignon, Thierry Noir, Kim Prisu, Hervé Morlay, Ingeborg Blumenthal, Ignasi Blanch Gisberti, etc.
En mai 1991, un 1er tag est fait à la station de métro musée du Louvre (Paris). La RATP engage une campagne de nettoyage à grande échelle et des poursuites. En décembre la même année en France, premier soutien officiel du ministère de la Culture et de son ministre Jack Lang au mouvement « tag » avec l'organisation de l'exposition ART CO'91 à l'arche de la Défense à Puteaux, qui présente une performance artistique réalisée par les tagueurs Stem, Œno et Gary[Lequel ?] sur un mur géant de bidons, et à laquelle participe SP 38. En février 1992, au métro musée du Louvre (Paris), 2e intervention de tag, la presse attaque le ministère de la Culture qui soutient ce mouvement.
En 1997, le 1er magazine sur le graffiti par Roger Gastman, né en 1977, intitulé While You Were Sleeping sort à Washington DC aux États-Unis. Le12 février 1999, Space Invader apapraît lors d'une émission télévisée en clair sur Canal+, à laquelle participe également Miss.Tic. En août la même année, @nonymous (Zevs et Invader) réalise des vidéo-gag semblables à ceux de Thierry Guetta dans le film de Banksy, Faites le mur ! et envahissent la ville de Montpellier.

### Années 2000

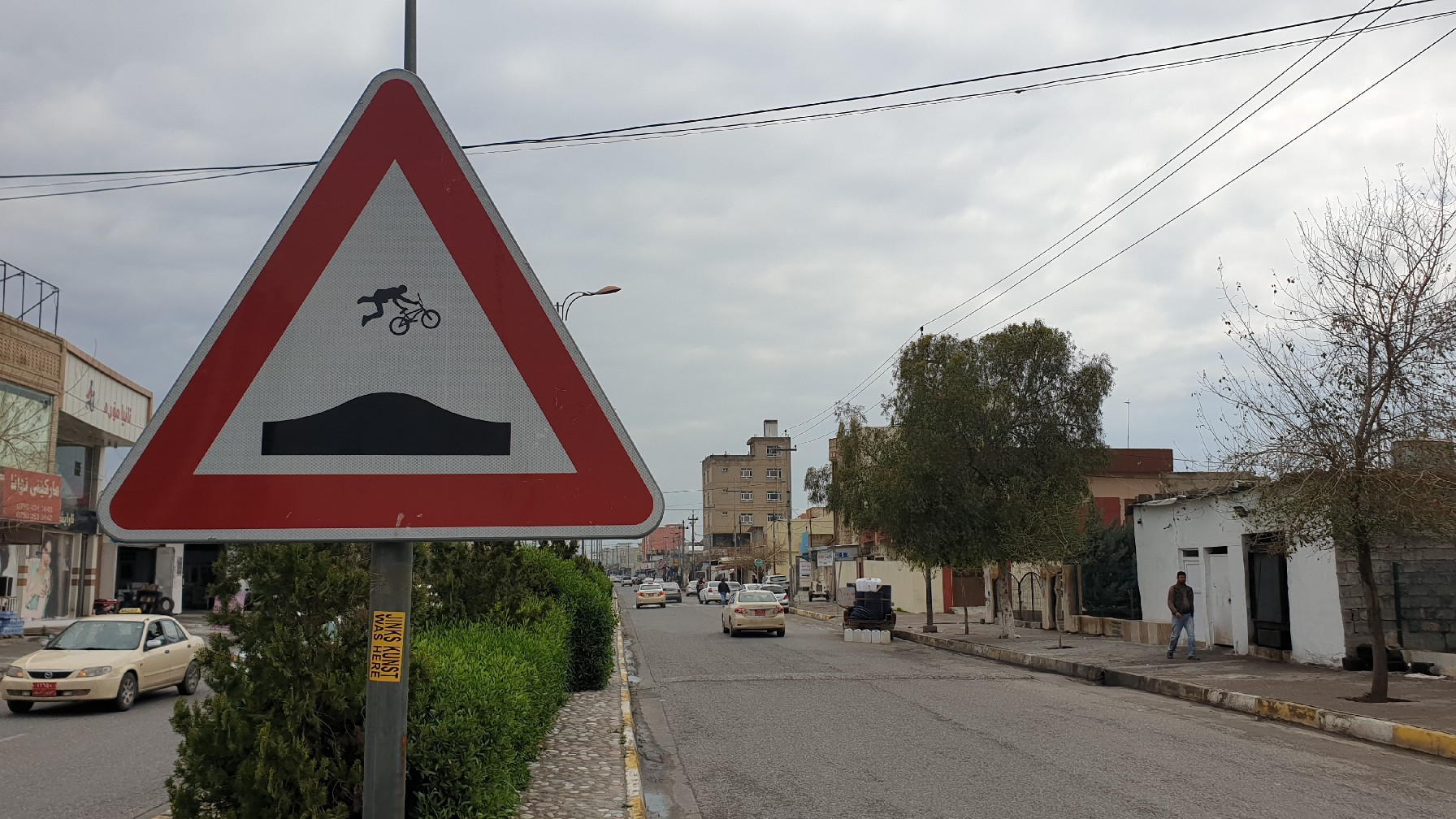
Détournement de panneaux de Jinks Kunst en Irak à Erbil.

En avril 2000, les VLP collent leur Zuman Kojito. En mai 2000, interventions sur Le MUR au no 107 rue Oberkampf à Paris. En septembre 2000, exposition collective, manifeste du renouveau de l'art urbain parisien à l'espace Tiphaine-Bastille, passage de la Bonne-Graine (Paris 11e) réunissant Poch, Blek le Rat, Olivier Stak, HNT, André, Space Invader, Zevs, Sam Bern et RCF1. À Montpellier, Aix-en-Provence et Marseille, plusieurs interventions urbaines de Cédric Bernadotte s'organisent avec des structures gonflables bloquant des rues et des séries de bancs en scotch marron, cellophane transparente et noire.
En 2001, John Hamon commence l'affichage de son portrait dans les rues de Paris. Au premier trimestre de cette même année, 1 500 exemplaires de la plaquette Souvenirs de Paris, réunissant André, Blek, HNT, Sam Bern, Space-Invader, Olivier Stack et Zevs, sont publiés. En septembre 2001 s'ouvre l'exposition « œcuménique » de la galerie du jour agnès b. à Paris (France) qui concilie les tendances historiques (Futura 2000), « graffiti » (JonOne) et « post-graffiti », à l'époque sans titre, en hommage à la disparition de Dondi White.
En 2002, à New York, est présenté le film documentaire Bomb the System (en) d'Adam Bhala Lough. Toujours à New York, en 2003, Nathan Sawaya dispose son premier Hugman.
Le 22 février 2003 s'ouvre la galerie La Base 01 (Paris 1er) par Space Invader. En mars 2003 s'ouvre l'exposition Shepard Fairey, suivie par The World of Kami, consacrée à l'artiste éponyme qui a participé à la réalisation des fresques du street art du 13e arrondissement de paris. En 2004 en France, sort le film documentaire Writers 1983-2003. 20 ans de graffiti à Paris de Marc-Aurèle Vecchione.
En 2006, détournement de panneaux réalisé par Jinks Kunst. En 2007, à Sète (France), une exposition Graffiti Stories est présentée par Hervé Di Rosa et Pascal Saumade aux Abbaye d'Auberive, musée Paul-Valéry et musée international des arts modestes. En 2008 à Londres, s'organise The Cans Festival par Banksy, dans un ancien tunnel. Des dizaines d'artistes, venus du monde entier, peignent des graffitis.
En avril 2009 s'ouvre l'exposition Le Tag au Grand Palais à Paris,, organisée par le collectionneur Alain-Dominique Gallizia, regroupe, sous la verrière du Grand Palais, les œuvres de cent-cinquante artistes (dont Alëxone, Ash, Bando, Darco, Kongo, Psyckoze). En juillet 2009 s'ouvre l'exposition Né dans la rue - Graffiti à la Fondation Cartier pour l'art contemporain de Paris, qui réunit les courants graffiti internationaux, les Américains vivant à Paris (comme Seen ou JonOne), des Européens (comme Boris Tellegen alias « Delta »), mais aussi des Brésiliens. Elle donne, par ailleurs, une carte blanche à l'association le M.U.R. pour présenter une série d'affiches exposées dans la fondation puis sur le MUR. La carte blanche s'achève par la résidence de trois semaines de Thomas Schmitt (Thom Thom) qui travaille sur un double panneau installé par Clear Channel. Devant le succès de fréquentation, l'exposition est prolongée jusqu'au 7 janvier 2010.

### Années 2010

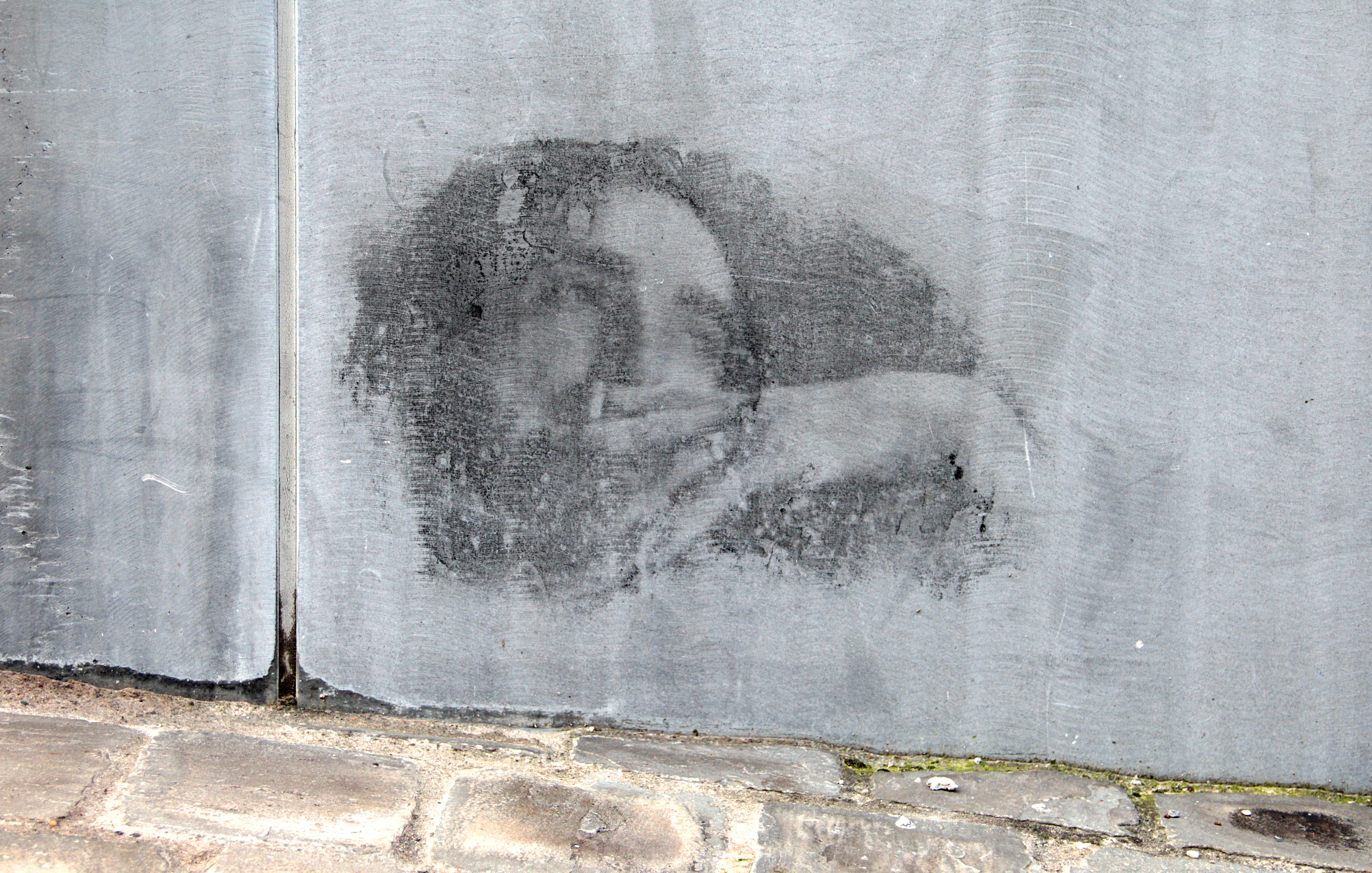
2013 - Graffiti sur le mur de clôture de l'auberge de la jeunesse à Mons, Hainaut, en Belgique.

Le 15 décembre 2010, sort le film de Banksy en France, Faites le mur !, où apparaît le personnage de Mr Brainwash. En 2011, l'ouvrage The History of American Graffiti par Roger Gastman (New York, Harper-Collins) sort. En 2012, le festival Mural, qui souhaite démocratiser l'art urbain, est créé à Montréal, au Québec. Le 11 mai 2012, une exposition de la collection de Nicolas Laugero Lasserre se fait au Grand Théâtre d'Angers en France, dans le cadre du festival d'art urbain Artaq avec des œuvres de Dran, Shepard Fairey, Swoon, JR et Invader. Le 28 novembre 2012 à Paris, le musée de la Poste lance l'exposition Au-delà du street art avec C215, Miss.Tic, Dran, Ludo. Le 7 décembre 2012, une exposition de graffiti appelée Dans les entrailles du Palais secret est organisée par Lek, Sowat, Dem189 au palais de Tokyo à Paris.
En janvier-avril 2013, résidences et créations en partenariat avec la galerie Magda Danysz et Jean-Pierre Marois, de l'Atlas, Gérard Zlotykamien, Sowat, Dem189, Sun7, Cédric Bernadotte, Psyckose, Space Invader, Jef Aérosol, Jérôme Mesnager, Jacques Villeglé, Futura 2000, Nasty, 9e concept, Katre, Ash, Ludo à Paris, Les Bains Douches. En octobre la même année, Paris, Tour Paris 13 à l'initiative de la galerie Itinerrance dans le cadre du Parcours Street Art 13 en partenariat avec la mairie du 13e arrondissement de Paris, regroupant cent huit artistes de trente-six nationalités différentes
En 2014 : In situ Art Festival regroupe une cinquantaine d’artistes dans le but de dévoiler au public ce lieu en état de friche et de casse automobile. Organisé par Art en ville et Olivier Landes dans le fort d'Aubervilliers. En octobre 2014 s'organise une Nuit blanche imaginée par José-Manuel Gonçalvès, grande randonnée artistique (GRA), dans le 13e arrondissement, avec Tristan Eaton, Mark Jenkins, l'Atlas, Cédric Bernadotte, Thomas Canto ou Jacques Villeglé. Le 4 octobre 2014 : une exposition #StreetArt, l'Innovation au cœur d'un Mouvement est organisée par Jérome Catz avec Isaac Cordal, Vhils, C215, Slinkachu, Rézine, Ron English, Zevs, Shepard Fairey, JR, Sweza, Truly Design, BenTo, Patrick Suchet et Antonin Fourneau. Reprise au Musée EDF Electropolis de Mulhouse. Depuis 2014, la ville de Kiev voit également apparaître une série de peintures murales.
Les 21-23 septembre 2015 : La Défense, Underground Effect, 21 artistes européens se relayent pour créer 21 œuvres d’art urbain sur le parvis et une fresque monumentale dans le parking Michelet. En septembre 2015 s'ouvre l'exposition Zevs Noir éclair avec le Centre des monuments nationaux au château de Vincennes . En novembre 2016, la colloque Oxymores III. État de l'art urbain organisé par le ministère de la culture et de la communication et l’université Paris Ouest Nanterre La Défense, à la Grande Halle de la Villette à Paris. Le même mois s'organise la Street Art Avenue, le long du Canal Saint-Denis sur 5km au nord de Paris, et s’enrichit chaque année d’œuvres.
À Roubaix (France), en 2017 s'organise l'exposition Street Génération(s) 40 ans d'art urbain, à la Condition Publique. À Lurcy-Lévis (France) s'ouvre la Street Art City, un espace d'exposition d'art urbain à ciel ouvert. Anciens bâtiments de France Telecom, ils servent aujourd'hui à accueillir des street artistes du monde entier. Le site, qui présente 22 000 m2 de façades peintes, est visitable. En octobre 2018, création de la Fédération de l'Art Urbain. En 2019, à Calais (France), exposition Conquête urbaine - Street Art au musée, musée des beaux-arts. En juillet 2019, réalisation de l'Étude nationale sur l'art urbain, commandée par le ministère de la Culture et portée par l'association le M.U.R., en partenariat avec plusieurs acteurs du secteur, David Demougeot (Juste Ici), Elise Herszkowicz (Art Azoï), Mathilde et Gautier Jourdain (galerie Mathgoth) et Christian Omodeo (Le Grand Jeu).

### Années 2020

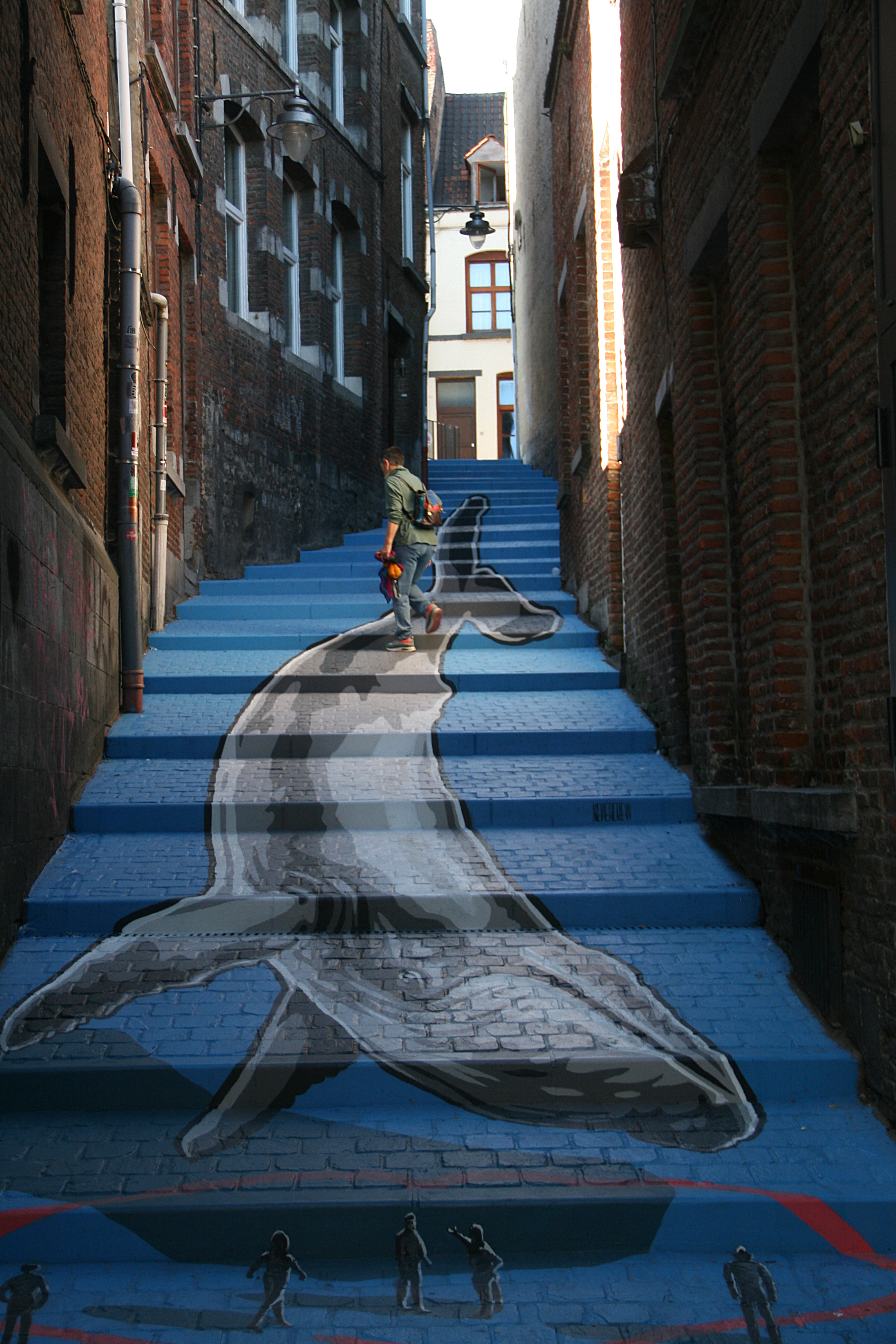
2023 - Rue à Dégrès à Mons (Belgique).

En mars et avril 2020, grand confinement mondial dû à la pandémie de Covid-19. Les murs des villes italiennes se couvrent d'un slogan tracé à la bombe : « Tutti a casa ». Le vendredi 19 mars 2021, l'artiste JR s'exprime au sujet de la fermeture des musées par un collage sur le façade du Palais Strozzi (Florence, Italie) par un collage monumentale : La Ferita. Celui-ci a comme ambition d'ouvrir malgré tout le musée au public par un jeu d'illusion d'optique.
Le lundi 11 mai 2020, la France est déconfinée. Le lundi 25 mai, le collectif Admere installe à Périgueux un mémorial fait de pâtes alimentaires et de papier toilette, et dédié au confinement 2020,.
James Colomina (né vers 1975) est un street artist français d'origine toulousaine. « Street artiste humaniste », il est connu pour ses sculptures de personnages rouges réalisées à partir de moulages corporels qu'il place dans l'espace public de manière sauvage. Ses œuvres questionnent la société et le politique au travers d'une poésie corrosive  Il a notamment placé des sculptures en France et à l'étranger : - à Paris, le 1er jour de l'hiver 2020, il installe Emmanuel Macron sur le quai Valmy sous une tente avec les sans abris, ou encore devant le Sénat à propos du consentement sexuel en 2021, L'Enfant au bonnet d'âne dans une niche du pont Marie sous le Pont Mirabeau à Paris, mais aussi à Berlin (East Side Gallery) avec la petite Mandy pour célébrer la chute du mur.
En 2024, la Fédération de l'Art Urbain lance une étude nationale inédite sur la place des artistes femmes de l'art urbain, afin de questionner le secteur.

## Outils et techniques
Le street art conjugue souvent différentes techniques : le graffiti utilise la bombe aérosol, le pochoir nécessite en général l'utilisation de peintures, le plus souvent aérosol ; l'affiche peut être le support de pochoirs, etc.
Les outils comprennent les peintures (bombe aérosol, pinceau, rouleau), cutter, ruban adhésif, sticker, textile (fil et laine), vidéoprojection ou lampe dans le cadre du light painting.
Le pochoir est une des principales techniques du street art. Il permet de reproduire un motif de manière rapide et précise.
Les techniques comprennent entre autres la sculpture, résine et techniques mixtes pour le français James Colomina, l'affichage, collage et techniques mixtes (pochoir, sérigraphie, peinture sur papier, impression numérique, etc.), l'animation et/ou un montage vidéo à partir d'images prises dans la rue, le graffiti, l'installation (convoquant plusieurs techniques en un dispositif), la mosaïque et le carrelage (voir Invader, Ememem et Morèje), la peinture, directement sur la surface ciblée (fresque) ou accrochage de supports peints, la photographie (accrochage ou collage de clichés numérisés et retravaillés), le pochoir (directement sur la surface ciblée), le tape art (création d'œuvres uniquement à l'aide de ruban adhésif), et le tricot urbain (yarn bombing).

## Styles
Les artistes de l'art urbain ont en commun une activité (légale ou non) d'intervention urbaine. La principale distinction avec l'art du graffiti, proche du hip-hop aux États-Unis, est que les street artistes n'ont pas systématiquement recours à la lettre (comme c'est le cas dans les débuts de l'art du graffiti, le writing américain) et à l'outil aérosol, cher aux graffeurs.
Les buts sont variés : dans le cas du tagueur et du graffeur, il s'agit principalement d'apposer son nom ou « blaze », puis d'y développer ses figures (Mode 2) ou ses abstractions (Futura 2000); dans le cas du street art, il s'agit d'une image, d'une signature visuelle, quelle que soit la méthode. On peut citer les affiches peintes de Jean Faucheur, les sérigraphies d'Ernest Pignon-Ernest, les pochoirs de Miss.Tic ou de Jef Aérosol, les autocollants de Clet Abraham et les détournements de Jinks Kunst sur les panneaux de signalisation, les collages de Kim Prisu, petites peintures uniques sur divers support, les peintures au pinceau de Jérôme Mesnager, ou celles à l'aérosol de M. Chat, ou bien encore les photographies d'Antonio Gallego ou en jouant avec les panneaux de signalisation, comme le fait Jinks Kunst. D'autres sont motivés par l'expression de messages. Leurs intentions sont politiques comme les membres du groupe VLP (Vive La Peinture) qui collent l'image de leur Zuman Kojito dans les rues de Paris, surmonté de bulles lui faisant dire des phrases fondamentales du type : « J'existe », « Je résiste », « Je suis un morceau d'utopie », etc. Leur identité visuelle reste cependant bien reconnaissable.
La plupart des artistes souhaitent avant tout s'exprimer et que leurs œuvres soient vues par la foule des usagers de l'espace public qui finit par mémoriser ses signatures visuelles, leur permettant d'accéder à une forme de célébrité individuelle à laquelle ils aspirent le plus souvent. Il existe des exceptions. Yann Dumoget, par exemple, inverse la pratique du tag. Au lieu de réaliser des graffitis dans l’espace public, il demande au public de « graffiter » l’espace intime de ses propres peintures. D'autres, comme Cédric Bernadotte, questionnent l'espace public en proposant de se réapproprier un lieu avec des matériaux économiques et accessibles tels que la cellophane. Dans les mouvements récents on trouve le mélange du graffiti et de la vidéo ; ainsi le travail d'un artiste comme Blu qui fait de l'animation dans la rue, et de nouvelles pratiques comme le flacking de l'artiste Ememem qui crée des « pansements pour trottoir » insérés dans les nids-de-poule et autres entailles de la ville.

### Galerie

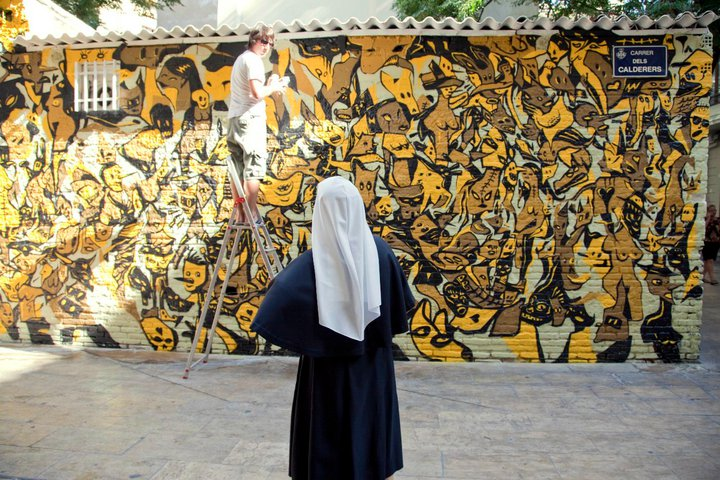
Stop victim's war wall / Fasim. Plaza Tossal, València. 2013
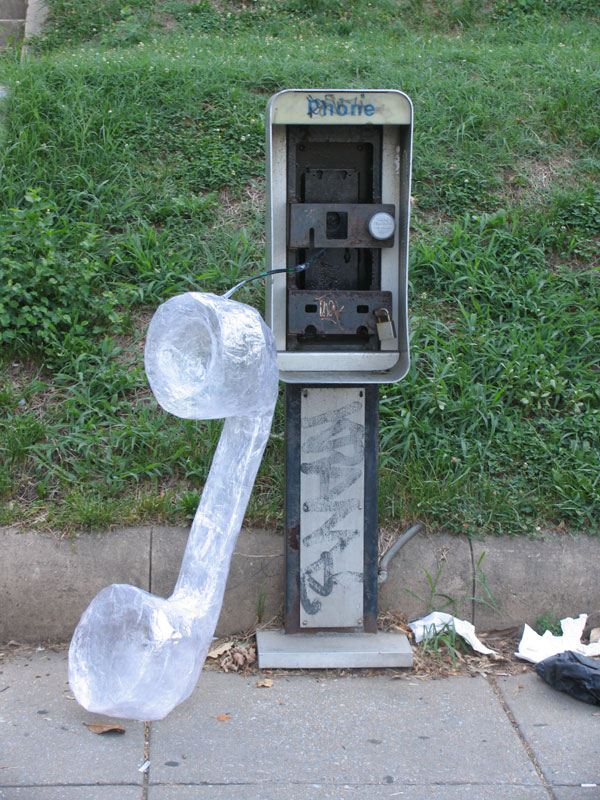
Installation de l'Américain Mark Jenkins (août 2005).
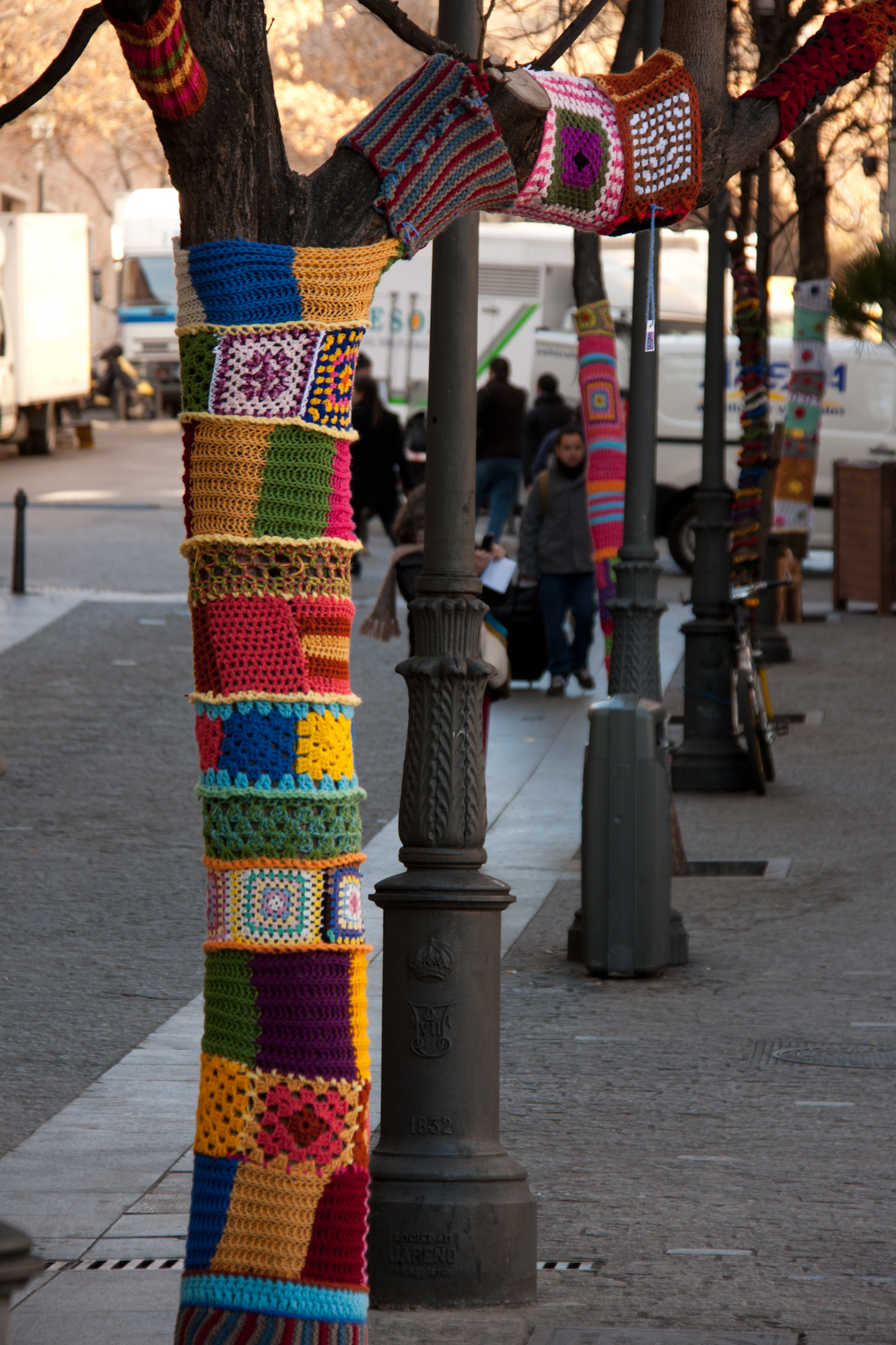
Tricot urbain dans la ville de Madrid (février 2012).
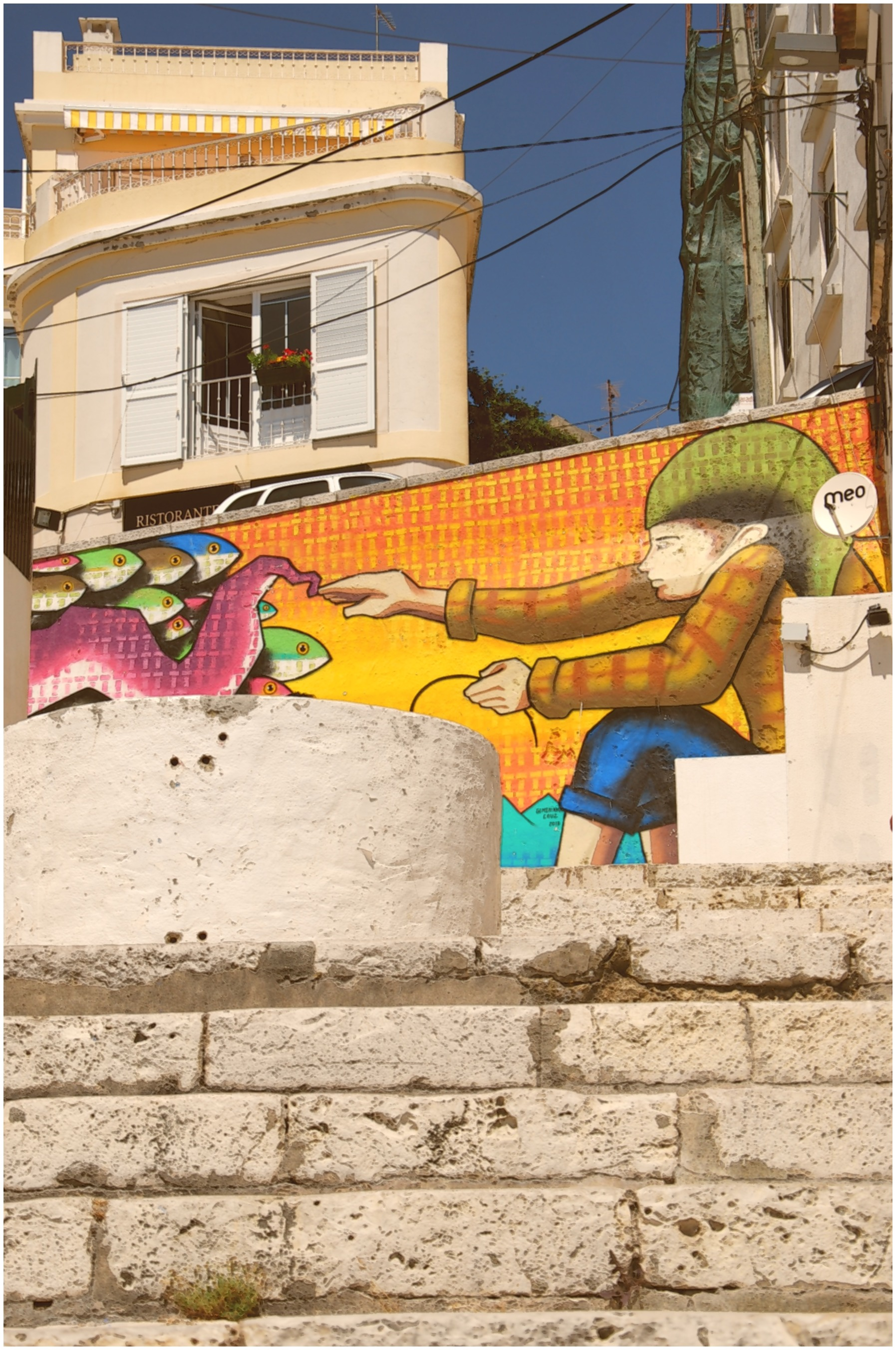
Fresque au Portugal (2013).
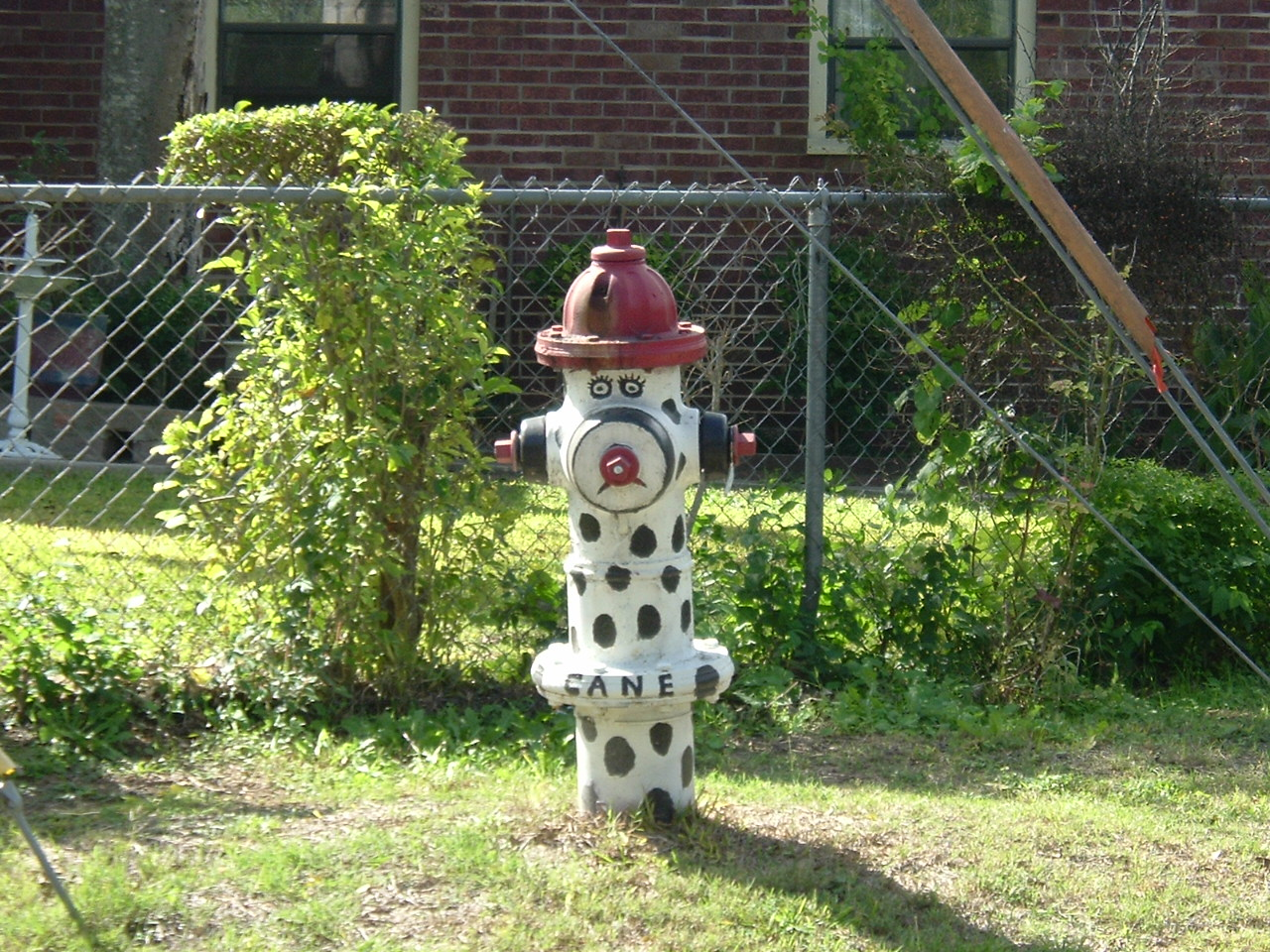
Une bouche d'incendie taguée à Austin (Texas) (photo de 2007).
Pochoir de Banksy à Londres.
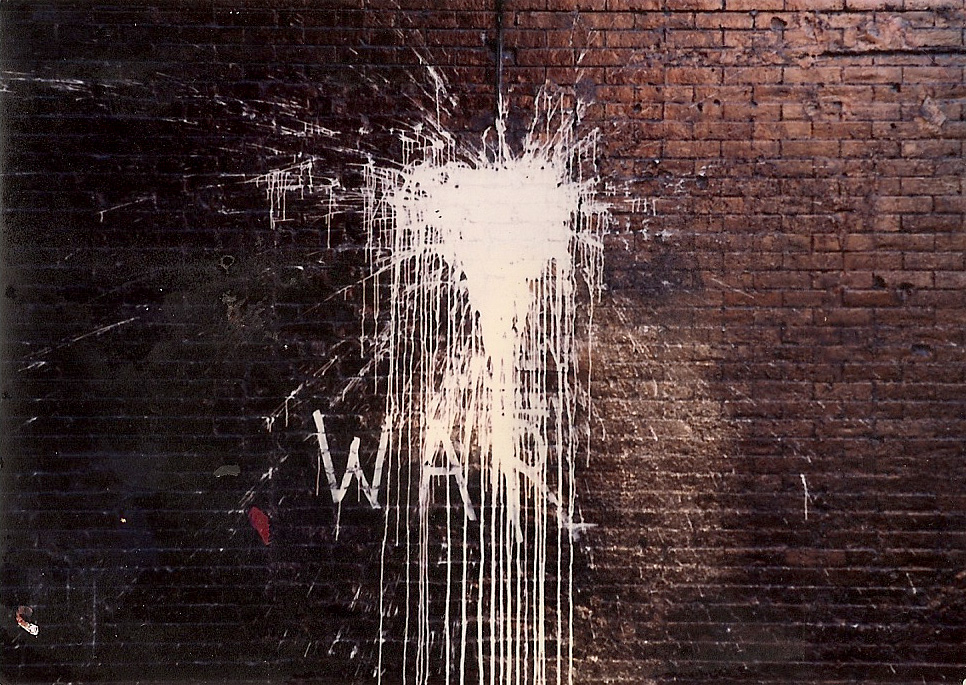
Jacek Tylicki, War (1982), New York.
Fresque de la française Zabou dans le quartier de Bethnal Green à Londres.
Pochoir monochrome dans le port de Bastia reprenant un vers de Baudelaire « Homme libre toujours tu chériras la mer ».
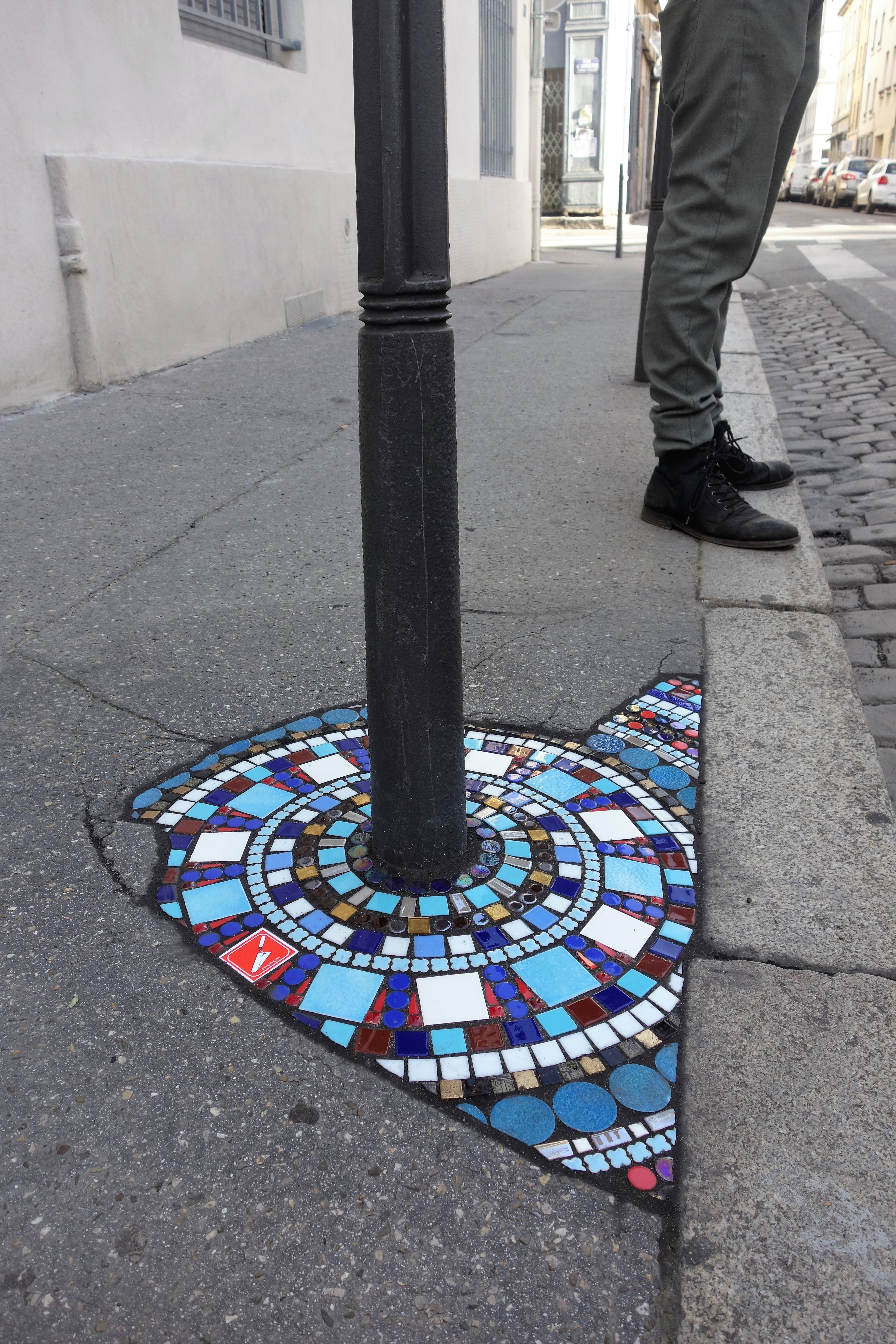
Flacking d'Ememem, Lyon, (2021)
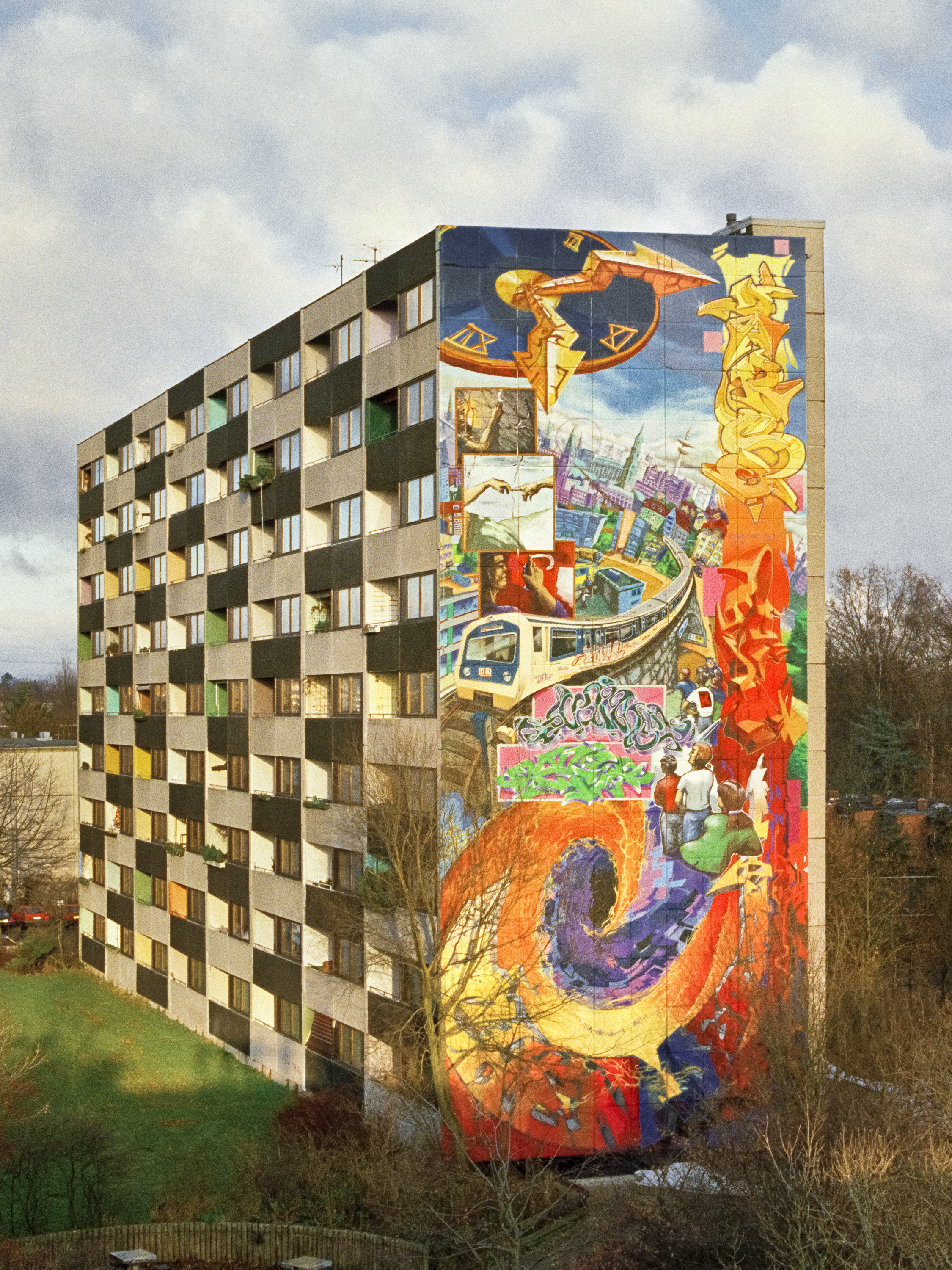
Sign of the times par Darco, DAIM, Loomit (de), Hesh, Vaine, Ohne en 1995[NB 3].
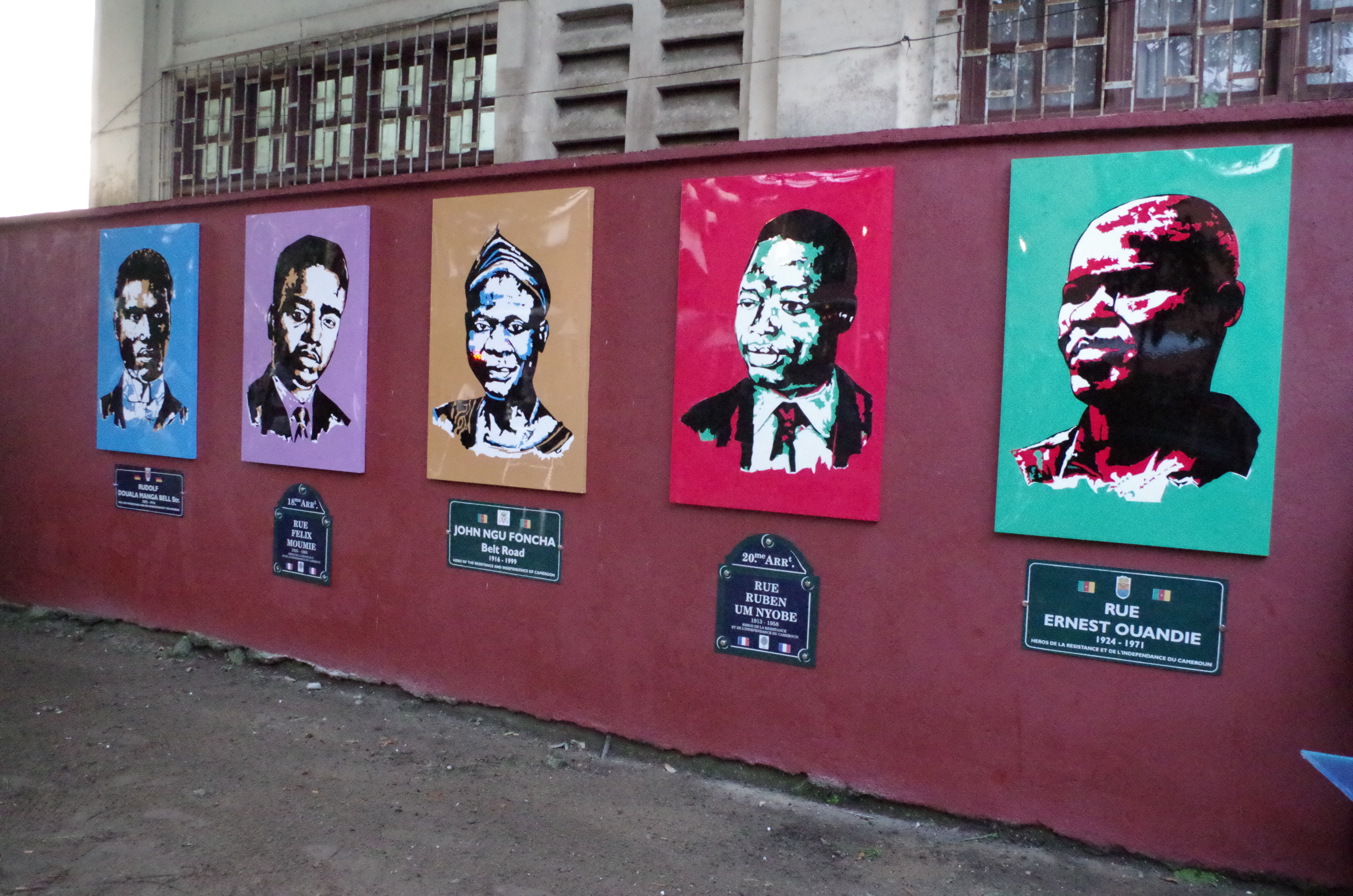
Cameroonian Heroes par Hervé Youmbi à Douala (2013).
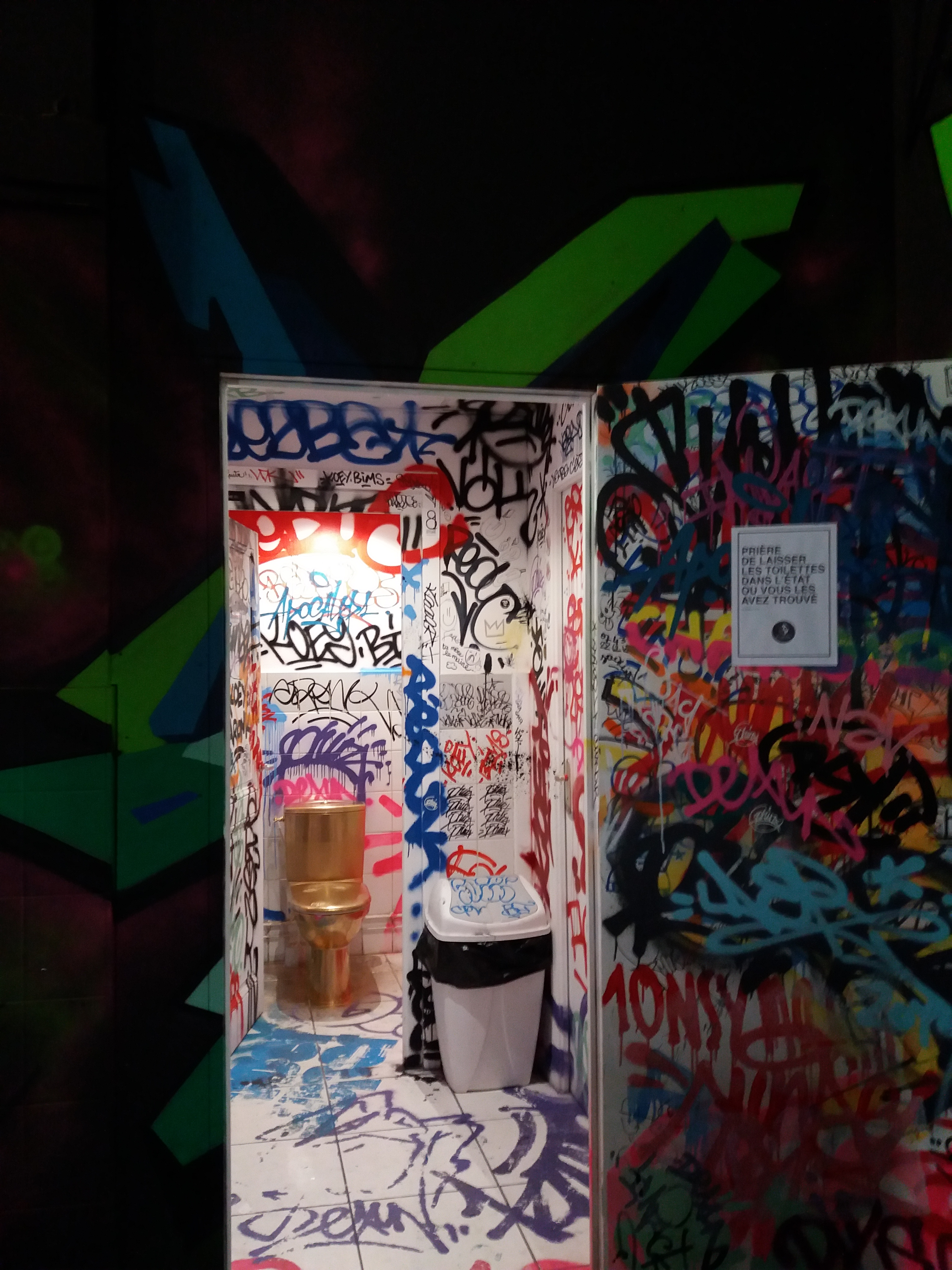
Zoo Art Show à Lyon (2020).
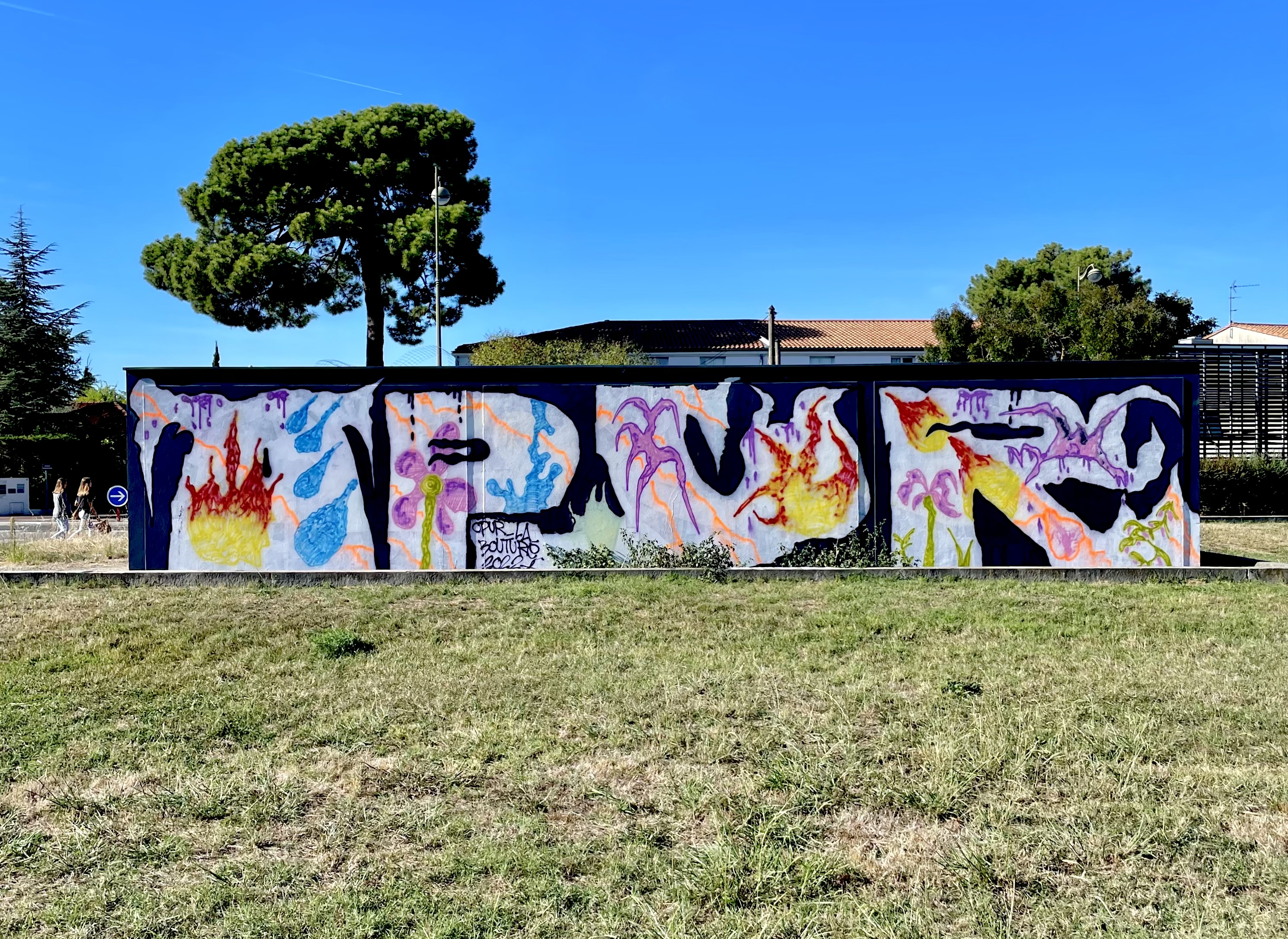
Graffiti de OPUR, pièce picturale s'intégrant dans le street art par le mélange de lettres et de motifs colorés.
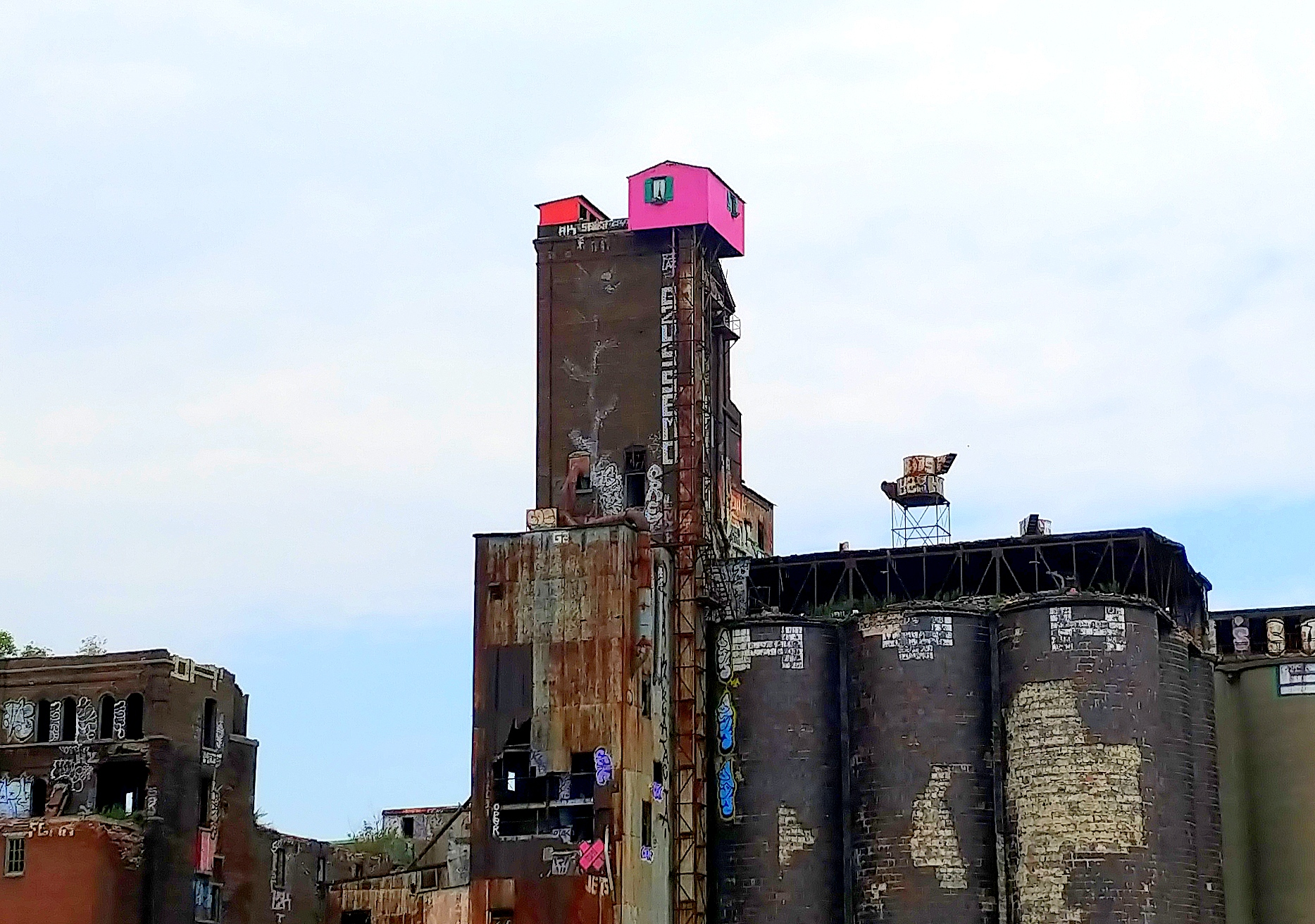
la Maison Rose (Montréal).
Pochoir de Miss.Tic (Paris).
Fresque de Seth (Paris).
Fresque de Inti (Paris)
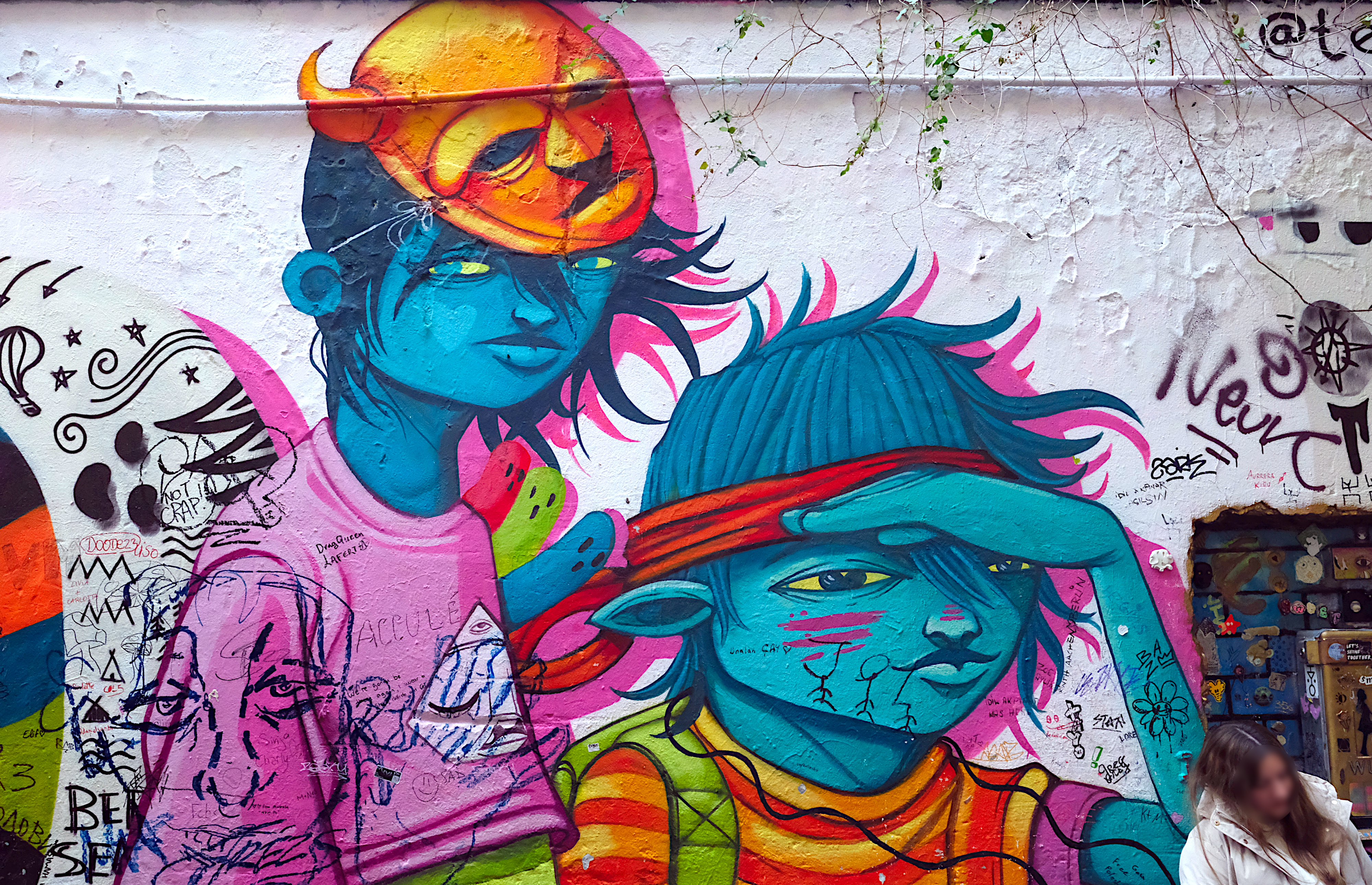
Fresque dans le quartier de Mitte à Berlin (2025).
Fresque de David de la Mano réalisée en 2015 (Paris).

## Festivals et événements

Fresque de l'artiste ONSEPT, festival Underground Effect, La Défense, 2015.

Les événements d'art urbain, réguliers et ponctuels, sont très nombreux et illustrent la richesse de ce mouvement mondial.
De nombreux événements ont été répertoriés par l'Étude nationale sur l'art urbain et la Fédération de l'Art Urbain.
Quelques exemples :
- Le Grenoble Street Art Fest est un festival d'art urbain qui se déroule depuis 2015 à Grenoble et son agglomération, situées dans le département de l'Isère.
- L'Underground Effect est un festival annuel à La Défense organisé par Projet Saato[67] et Street Art Addict[68] dans le cadre de l’Urban Week Paris La Défense[69].
- Le Zoo Art Show est un festival d'art urbain établis à Lyon depuis octobre 2020.
- le Festival international des Arts Urbains à Laon depuis 2022[70],[71].
- Peinture Fraiche Festival à Lyon depuis 2019 et KillArt festival à Barranquilla (Colombie) organisés par l'association TROI3, qui invite des artistes internationaux et locaux et développe des ateliers d'initiation aux techniques à l'œuvre dans l'art urbain.

En 1975, l'Académie Nationale des Arts de la Rue (ANAR) est cofondée par Maurice Cazeneuve, Jacques Dauphin, Christian Chavanon, Paul Delouvrier, Georges Elgozy, Roger Excoffon, Abraham Moles, ou encore André Parinaud. Présidée par André Parinaud, l'association a pour but de promouvoir les arts de la rue.

## Musées

### Art 42 (Paris)
Art 42, situé 96, boulevard Bessières dans le 17e arrondissement de Paris, est un musée inauguré en octobre 2016, à l'occasion de la Nuit blanche dans l'école 42, une école d'informatique fondée par Xavier Niel. Y sont exposées 200 œuvres d'art urbain réalisées par une cinquantaine d'artistes français et internationaux, parmi lesquels Banksy, Invader, Swoon, Jef Aérosol, JR, Kouka, Pimax, Speedy Graphito, Zevs, Blu, Eric Lacan, Seth, Ernest Pignon-Ernest, Miss Tic, Quentin DMR .

### Boulevard Paris 13 (Paris)
Le musée Boulevard Paris 13 est situé dans le 13e arrondissement de Paris. Il est le fruit d'un projet né en 2009, d'une initiative de Jérôme Coumet, maire du 13e, et la galerie Itinerrance de Mehdi Ben Cheikh, qui demandent à des artistes urbains mondialement connus de décorer plusieurs grandes tours du quartier, situées sur l'axe du boulevard Vincent-Auriol.
Leur objectif est d'initier les riverains et le grand public à des pratiques artistiques encore très peu connues, tout en intégrant les oeuvres dans la vie quotidienne des habitants.
Inauguré le 14 juin 2019, en présence de plus de 3 000 personnes, ce musée d'art urbain à ciel ouvert comprend aujourd'hui 55 fresques de 32 artistes renommés tels que ADDFUEL, Btoy, C215, Shepard Fairey (Obey), D*Face, Faile, Hush, Invader, Conor Harrington, ST4, Seth, Inti, Vhils.
Les fresques de Boulevard Paris 13, qui ont commencé à être peintes en 2015, s'étendent désormais sur plusieurs artères de l'arrondissement : rue du Château-des-Rentiers, boulevard de l'Hôpital, rue Jeanne d'Arc, rue Lahire, avenue de Choisy, Jardins des Grands-Moulins, avenue de la Porte-d'Italie, boulevard Masséna.

Certaines d'entre elles peuvent être aperçues des fenêtres du métro de la ligne 6.

Turnface, D*Face, 155 boulevard Auriol, Paris 13e
Dr House, Invader, 122 boulevard Auriol, Paris 13e
Rise Above Rebel, Shepard Fairey, 93 rue Jeanne d'Arc, Paris 13e
Sans titre, Bom.K, 124 boulevard Auriol, Paris 13e
Love won't tear us appart, D*Face, Place Raymond Pinel, Paris 13e

### Le Mausa, Musée d’art urbain et de street art (Bitche, Neuf-Brisach, Saint Chamond)
Projet initié par Stanislas Belhomme, le Mausa est un ensemble de musée consacré à l'art urbain. Un premier musée à ouvert en 2018 dans la forteresse de Neuf-Brisach (Mausa Vauban) dans le Haut-Rhin, un deuxième a ouvert à Bitche (Mausa on the Bitche), dans la Moselle, en 2023. En 2025, un troisième établissement à ouvert à Saint-Chamond (Mausa H07) dans la Loire, dans la halle 7 de Novaciéries, une ancienne friche industrielle. D'une surface de 10 000 mètres carrés, ce musée accueillera des  expositions tournantes d’artistes internationaux tous les six à huit mois.

## Personnalités
- A2
- Banksy
- Blek le rat
- Blu (graffiti)
- Codex Urbanus
- Christian Boltanski
- Daniel Buren
- SAMO (Jean-Michel Basquiat)
- C215 (artiste)
- Darco
- Ememem
- Ernest Pignon-Ernest
- Escif
- Shepard Fairey
- Faith47
- Fasim
- François Morellet
- Harald Naegeli
- Jean Faucheur
- Jordane Saget
- Keith Haring
- Shamsia Hassani
- INSA[77].
- Invader
- Interaction Qui
- Jace
- Jef Aérosol
- Kim Prisu
- John Hamon
- JonOne
- Jo Di Bona
- JR
- Jérôme Mesnager
- Eduardo Kobra
- Lady K
- Levalet
- Miss.Tic
- Monsieur Chat
- Madame
- Mademoiselle Maurice
- Malina Suliman
- Martha Cooper[NB 4]
- Mr Brainwash
- Nemo
- Seb Toussaint
- Taki 183
- Toncé
- Vhils
- VLP
- Gérard Zlotykamien
- Tania Mouraud
- Raymond Hains
- Jacques Villeglé
- Yoko Ono
- YZ
- Zevs
- Jilly Ballistic

L'Étude nationale sur l'art urbain a également listé un certain nombre d'acteurs de l'art urbain établi sur le territoire français.

## Statut juridique
Le statut juridique du street art est complexe et peut fortement varier selon les pays. La difficulté vient d'une part de ce que l'auteur est généralement anonyme, rendant impossible l'attribution de droits d'auteur ; et d'autre part du fait que la réalisation de l'œuvre est par nature illégale, mettant en cause sa pérennité même.

## Filmographie
- 1980 : Mur murs d'Agnès Varda Film sur les murs peints de Los Angeles.
- 2004 : Rock Fresh
- 2005 : RASH, documentaire explorant la valeur culturelle de l'art urbain et du graffiti à Melbourne
- 2008 : Bomb It, film documentaire sur le graffiti et l'art urbain à travers le monde
- 2008 : Beautiful losers, film documentaire d'Aaron Rose et Joshua Leonard Avec Shepard Fairey, Barry McGee.
- 2010 : Faites le mur !, documentaire réalisé par Banksy sur l'artiste Thierry Guetta
- 2012 : Dégradation volontaire 2, film de référence sur le graffiti consacré au métro parisien Avec SEE hg mpv, ACE, Vices, Dixe, Sleez.
- 2011 : Crimes of Minds, documentaire sur les coulisses du festival à Brest Des œuvres de street artistes comme Jef Aerosol, C215, Fin DAC, Liliwenn.
- 2015 : Les Messages du street art, de la rue au musée, vidéo d'une conférence grandement illustrée de Christian Gerini (université de Toulon et Collège méditerranéen des Libertés, avril 2015)
- 2017 : Visages, Villages, coréalisé par Agnès Varda et JR.
- 2024 : Street Art, le jour leur appartient de Stanislas Valroff, Museum TV[79].